# Relaciones exteriores del Reino Unido
Las relaciones exteriores diplomáticas del 'Reino Unido' están dirigidas por el Ministerio de Relaciones Exteriores y de la Mancomunidad de Naciones, encabezado por el Secretario de Estado para Relaciones Exteriores y de la Mancomunidad. El primer ministro y otros organismos intervienen en el establecimiento de las políticas y muchas empresas e instituciones tienen un rol importante.
El Reino Unido fue la principal potencia mundial durante el siglo XIX y principios del XX, sobre todo durante la llamada "Pax Britannica", un periodo de supremacía incomparable y de paz internacional sin precedentes entre mediados y finales del siglo XIX. El país siguió siendo ampliamente considerado una superpotencia hasta que la crisis de Suez de 1956 y el desmantelamiento del Imperio Británico hicieron que el papel dominante del Reino Unido en los asuntos mundiales fuera disminuyendo gradualmente. No obstante, el Reino Unido sigue siendo una gran potencia y miembro permanente del Consejo de Seguridad de las Naciones Unidas, así como también un miembro fundador del G7, el G20, la OTAN, AUKUS, la OCDE, la OMC, el Consejo de Europa, la OSCE y la Mancomunidad de Naciones, esta última siendo legado del Imperio Británico. El Reino Unido era Estado miembro de la Unión Europea (y miembro de sus predecesoras) desde 1973. Sin embargo, debido al resultado de un referéndum de pertenencia en 2016, los procedimientos para retirarse de la UE comenzaron en 2017 y concluyeron cuando el Reino Unido abandonó formalmente la UE el 31 de enero de 2020, y el período de transición el 31 de diciembre de 2020 con un acuerdo comercial de la UE. Desde la votación y la conclusión de los acuerdos comerciales con la UE, los responsables políticos han empezado a buscar nuevos acuerdos comerciales con otros socios mundiales.

## Historia

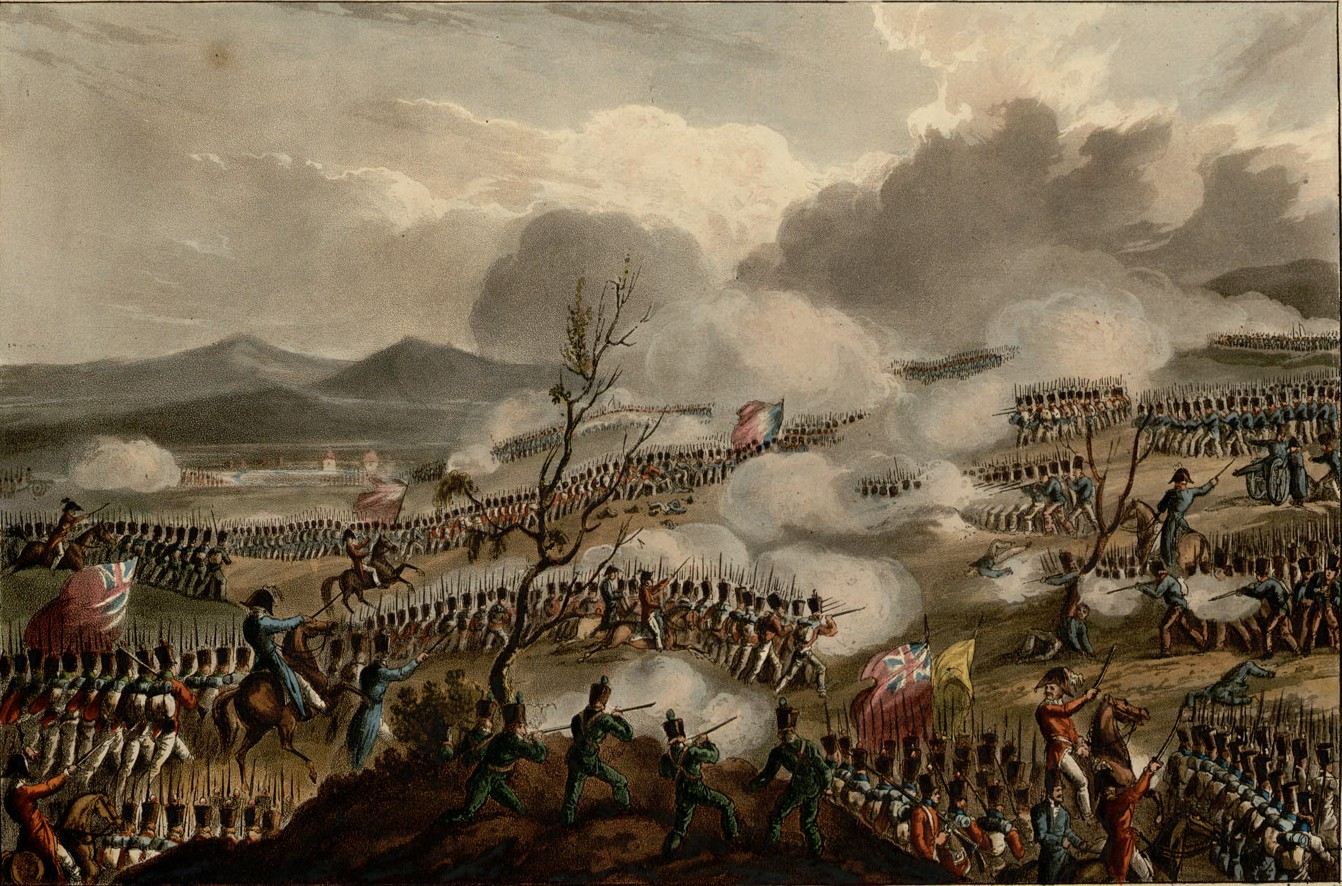
La batalla de Nivelle, una de las batallas de la Guerra Peninsular entre los ejércitos francés y británico en Francia en 1813.

Tras la formación del Reino de Gran Bretaña (que unió Inglaterra y Escocia) en 1707, las relaciones exteriores británicas continuaron en gran medida las del Reino de Inglaterra. La política exterior británica se centró inicialmente en lograr un equilibrio de poder dentro de Europa, sin que ningún país lograra dominar los asuntos del continente. Esta política siguió siendo una de las principales justificaciones de las guerras de Gran Bretaña contra Napoleón y de la participación británica en la Primera y Segunda Guerras Mundiales. En segundo lugar, Gran Bretaña continuó la expansión de su "Primer Imperio Británico" colonial mediante la migración y la inversión.
Francia fue el principal enemigo hasta la derrota de Napoleón en 1815. Tenía una población mucho más grande y un ejército más poderoso, pero una armada más débil. En general, los británicos tuvieron éxito en sus numerosas guerras. La notable excepción fue la guerra de Independencia de Estados Unidos (1775-1783), en la que Gran Bretaña, sin ningún aliado importante, fue derrotada por los colonos americanos, que contaban con el apoyo de Francia, los Países Bajos e (indirectamente) España. Una estrategia diplomática británica que favorecía a sus aliados era la subvención de ejércitos de los aliados continentales (como Prusia), convirtiendo así el enorme poder financiero de Londres en una ventaja militar. Gran Bretaña dependía en gran medida de su Marina Real para su seguridad, tratando de mantenerla como la flota más poderosa a flote, eventualmente con una dotación completa de bases en todo el mundo. El dominio británico de los mares fue vital para la formación y el mantenimiento del Imperio Británico, que se consiguió gracias al apoyo de una armada mayor que las dos siguientes mayores armadas juntas, antes de 1920. En general, los británicos se mantuvieron en solitario hasta principios del siglo XX, cuando entablaron amistad con Estados Unidos y alianzas con Japón, Francia y Rusia, así como con Alemania, antigua antagonista y ahora aliada.

### 1814–1914

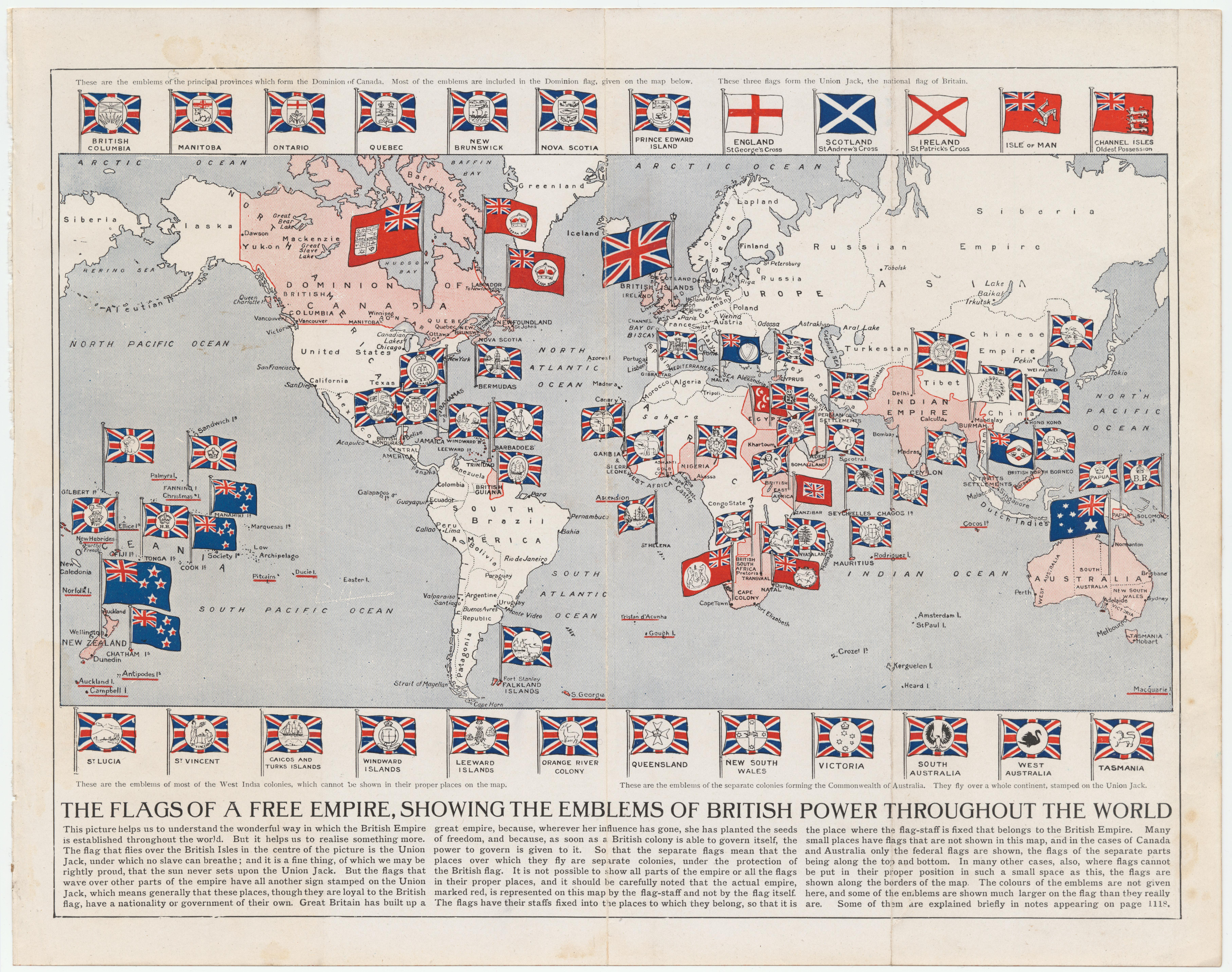
Mapa del Imperio Británico (a partir de 1910). En su apogeo, fue el mayor imperio de la historia.

Los 100 años transcurridos fueron generalmente pacíficos, una especie de Pax Britannica impuesta por la Marina Real. Hubo dos guerras importantes, ambas de alcance limitado. La guerra de Crimea (1853-1856) supuso la derrota de Rusia y su amenaza para el Imperio Otomano. La segunda guerra bóer (1899-1902) supuso la derrota de las dos repúblicas bóeres de Sudáfrica y la rebelión de los bóxers ese mismo año. Londres se convirtió en el centro financiero mundial y las empresas comerciales se expandieron por todo el planeta. Se construyó el "Segundo Imperio Británico" con base en Asia (especialmente India) y África.

### Años 1920
Después de 1918, Gran Bretaña era un "gigante en conflicto" que en la década de 1920 fue una fuerza diplomática menos dominante que antes y que a menudo tuvo que ceder el paso a Estados Unidos, que ejercía con frecuencia su superioridad financiera. Entre los principales temas de la política exterior británica se incluyó un papel destacado en la Conferencia de Paz de París de 1919-1920, en la que Lloyd George se esforzó por moderar las demandas francesas de venganza contra Alemania. En parte tuvo éxito, pero Gran Bretaña pronto tuvo que moderar aún más la política francesa hacia Alemania, como en los Tratados de Locarno de 1925. Además, Gran Bretaña obtuvo "mandatos" que le permitían a ella y a sus dominios gobernar la mayor parte de las antiguas colonias alemanas y otomanas.
Gran Bretaña se convirtió en miembro activo de la nueva Sociedad de Naciones, pero su lista de logros importantes fue escasa.
El desarme ocupaba un lugar destacado en el orden del día, y Gran Bretaña desempeñó un papel importante, siguiendo a Estados Unidos, en la Conferencia Naval de Washington de 1921, para lograr el desarme naval de las grandes potencias. En 1933 los acuerdos de desarme habían fracasado y la cuestión pasó a ser el rearme para una guerra contra Alemania.
Gran Bretaña tuvo un éxito parcial en la negociación de mejores condiciones con Estados Unidos en relación con los cuantiosos préstamos de guerra que Gran Bretaña estaba obligada a devolver. Gran Bretaña apoyó la solución internacional a las reparaciones alemanas mediante el Plan Dawes y el Plan Young. Después de que el Plan Dawes ayudara a estabilizar la moneda alemana y redujera sus pagos anuales, Alemania pudo pagar sus reparaciones anuales utilizando dinero prestado de los bancos de Nueva York, y Gran Bretaña utilizó el dinero recibido para pagar a Washington. La Gran Depresión que comenzó en 1929 ejerció una enorme presión sobre la economía británica. Gran Bretaña revivió la Preferencia Imperial, que significaba aranceles bajos dentro del Imperio Británico y barreras más altas al comercio con países exteriores. El flujo de dinero procedente de Nueva York acabó y el sistema de reparaciones y pago de la deuda terminó en 1931.
En la política interna británica, el emergente Partido Laborista tenía una política exterior distintiva y recelosa basada en el pacifismo. Sus dirigentes creían que la paz era imposible debido al capitalismo, la diplomacia secreta y el comercio de armamento. Los laboristas hacían hincapié en factores materiales que ignoraban los recuerdos psicológicos de la Gran Guerra y las tensiones altamente emocionales en torno al nacionalismo y las fronteras de los países. No obstante, el líder del partido, Ramsay MacDonald, dedicó gran parte de su atención a las políticas europeas.

#### Años 1930

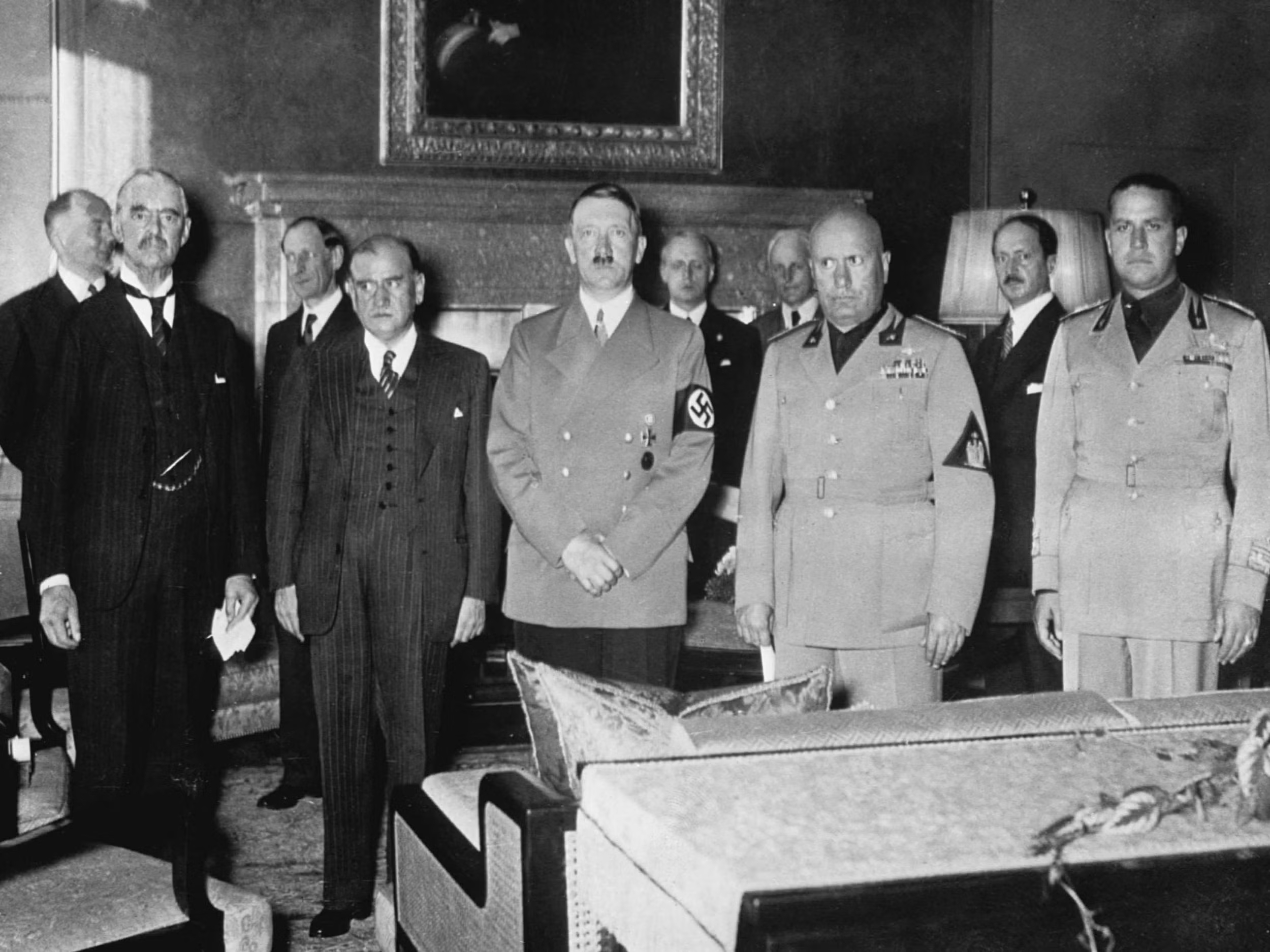
Chamberlain, Daladier, Hitler y Mussolini retratados antes de firmar el Acuerdo de Múnich de 1938, que entregó los Sudetes a la Alemania nazi.

Los vívidos recuerdos de los horrores y las muertes de la Primera Guerra Mundial inclinaron a muchos británicos —y a sus líderes en todos los partidos— hacia el pacifismo en el periodo de entreguerras. Esto condujo directamente al apaciguamiento de los dictadores (sobre todo de Mussolini y de Hitler) para evitar sus amenazas de guerra.
El desafío vino de esos dictadores, primero de Benito Mussolini, Duce de Italia, y luego de Adolf Hitler, Führer de una Alemania nazi mucho más poderosa. La Sociedad de Naciones resultó decepcionante para sus partidarios, ya que no consiguió resolver ninguna de las amenazas planteadas por los dictadores. La política británica consistió en "apaciguarlos" con la esperanza de que se saciaran. En 1938 estaba claro que la guerra se avecinaba y que Alemania contaba con el ejército más poderoso del mundo. El último acto de apaciguamiento se produjo cuando Gran Bretaña y Francia sacrificaron Checoslovaquia a las exigencias de Hitler en el Acuerdo de Múnich de septiembre de 1938. En lugar de saciarse, Hitler amenazó a Polonia, y por fin el primer ministro Neville Chamberlain abandonó el apaciguamiento y se mantuvo firme prometiendo defender Polonia (31 de marzo de 1939). Sin embargo, Hitler llegó a un acuerdo con Iósif Stalin para dividir Europa del Este (23 de agosto de 1939); cuando Alemania invadió Polonia en septiembre de 1939, Gran Bretaña y Francia declararon la guerra, y la Mancomunidad británica siguió el ejemplo de Londres.

### Segunda Guerra Mundial
Tras firmar la alianza militar anglo-polaca en agosto de 1939, Gran Bretaña y Francia declararon la guerra a Alemania en septiembre de 1939 en respuesta a la invasión alemana de Polonia. Esta declaración incluía las colonias de la Corona y la India, que Gran Bretaña controlaba directamente. Los dominios eran independientes en política exterior, aunque todos entraron rápidamente en la guerra contra Alemania. Tras la derrota francesa en junio de 1940, Gran Bretaña y su imperio se mantuvieron solos en el combate contra Alemania, hasta junio de 1941. Estados Unidos prestó apoyo diplomático, financiero y material, a partir de 1940, especialmente a través del Lend Lease, que comenzó en 1941 y alcanzó su plena fuerza durante 1943. En agosto de 1941, Churchill y Roosevelt se reunieron y acordaron la Carta del Atlántico, que proclamaba que debían respetarse "los derechos de todos los pueblos a elegir la forma de gobierno bajo la que viven". Esta redacción era ambigua y sería interpretada de forma diferente por británicos, estadounidenses y movimientos nacionalistas.
A partir de diciembre de 1941, Japón invadió las posesiones británicas en Asia, incluyendo Hong Kong, Malasia y, especialmente, la base clave de Singapur. Japón marchó entonces hacia Birmania, en dirección a la India. La reacción de Churchill ante la entrada de Estados Unidos en la guerra fue que Gran Bretaña tenía ahora la victoria asegurada y el futuro del imperio estaba a salvo, pero las rápidas derrotas dañaron irreversiblemente la posición y el prestigio de Gran Bretaña como potencia imperial. La constatación de que Gran Bretaña no podía defenderles empujó a Australia y Nueva Zelanda a estrechar permanentemente sus lazos con Estados Unidos.

### Posguerra

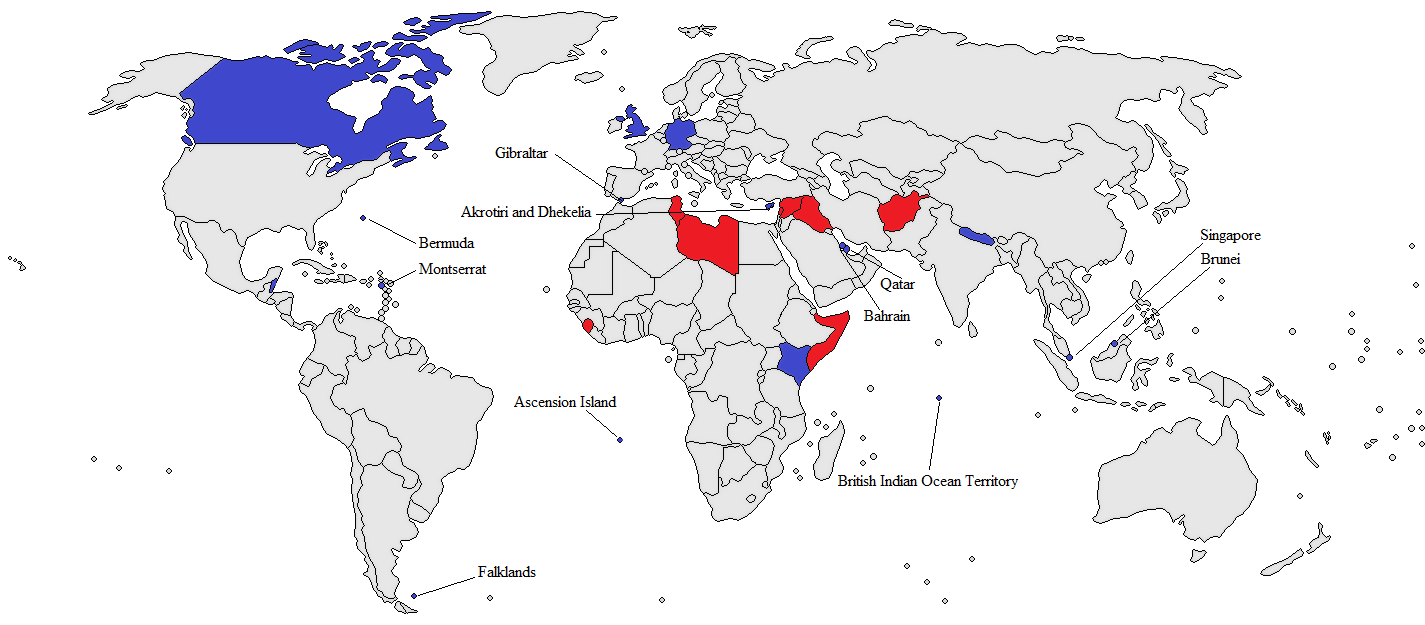
Bases militares en ultramar en 2016 (azul) e intervenciones militares desde 2000 (rojo).

En 1945, Gran Bretaña se encontraba en una situación económica desesperada (cargada de deudas y haciendo frente a la destrucción generalizada de sus infraestructuras), por lo que redujo sistemáticamente sus compromisos en el extranjero. Siguió desempeñando un papel alternativo como participante activo en la Guerra Fría contra el comunismo, especialmente como miembro fundador de la OTAN en 1949.
Los británicos habían construido un gran imperio mundial, cuyo tamaño alcanzó su punto álgido en 1922, tras más de medio siglo de supremacía mundial indiscutible. Sin embargo, los costes acumulados de luchar en dos guerras mundiales supusieron una pesada carga para la economía nacional, y después de 1945 el Imperio Británico empezó a desintegrarse rápidamente, con todas las principales colonias obteniendo la independencia. Entre mediados y finales de la década de 1950, el estatus del Reino Unido como superpotencia había desaparecido frente a Estados Unidos y la Unión Soviética. La mayoría de las antiguas colonias se unieron a la "Mancomunidad de Naciones", una organización de naciones totalmente independientes que ahora gozaban del mismo estatus que el Reino Unido, sin embargo, no se aplicaron políticas colectivas importantes. La última gran colonia, Hong Kong, fue entregada a China en 1997. Catorce territorios británicos de ultramar mantienen un vínculo constitucional con el Reino Unido, pero no forman parte del país propiamente dicho.
Tras la humillante crisis de Suez de 1956, Gran Bretaña redujo drásticamente su implicación en Oriente Próximo. Sin embargo, Gran Bretaña forjó estrechos lazos militares con Estados Unidos, Francia y Alemania, a través de la alianza militar OTAN. Tras años de debate (y desaires), Gran Bretaña se unió al Mercado Común en 1973; que se convirtió en la Unión Europea en 1993. Sin embargo, no se fusionó financieramente y mantuvo la libra separada del euro, lo que la aisló en parte de la crisis financiera de la UE de 2011. En junio de 2016, el Reino Unido votó a favor de abandonar la UE.

### SigloXXI

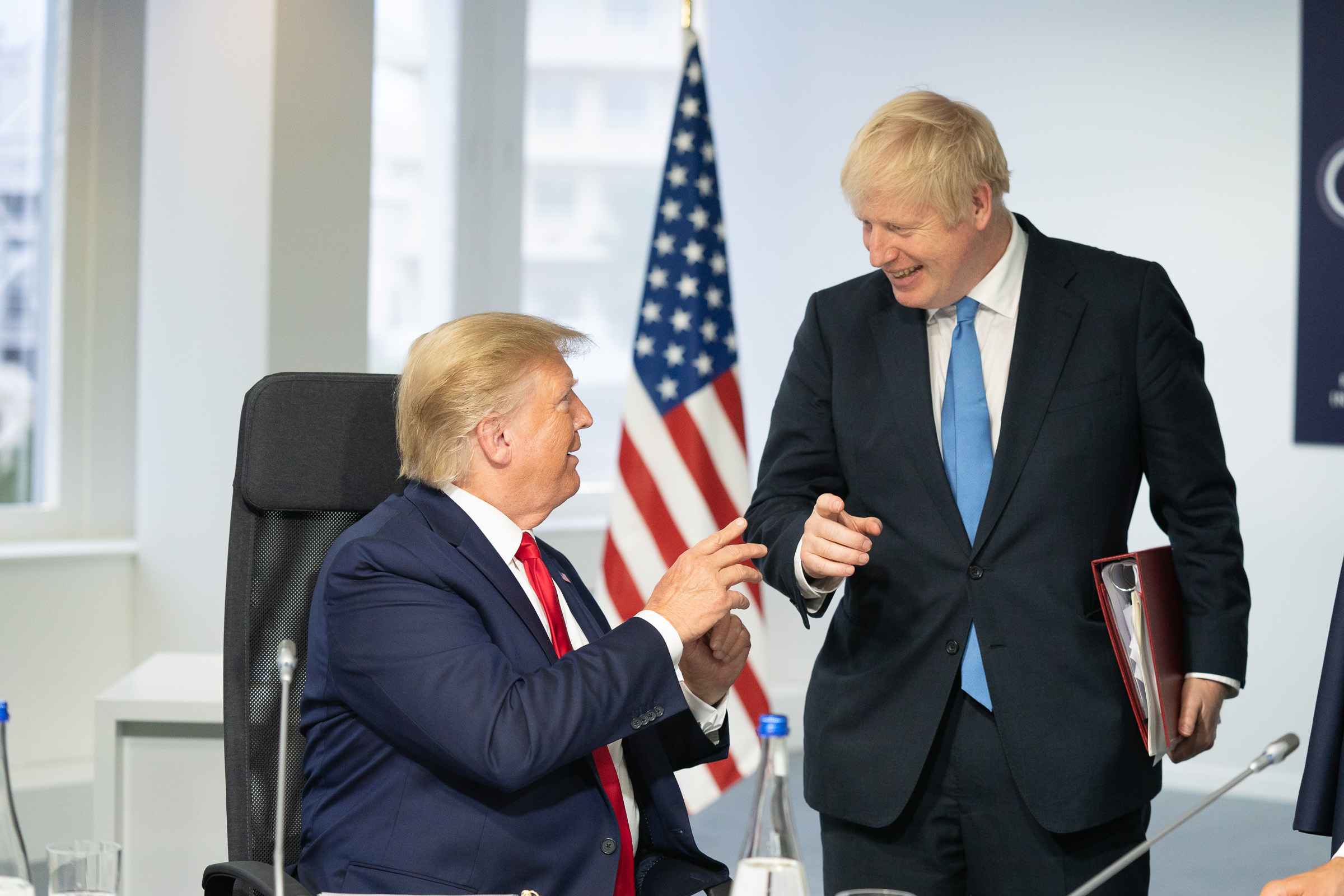
El primer ministro británico, Boris Johnson, y el presidente estadounidense, Donald Trump, en la 45.ª reunión del G7 en Biarritz, agosto de 2019.

Las iniciativas de política exterior de los gobiernos británicos desde la década de 1990 han incluido la intervención militar en conflictos y para el mantenimiento de la paz, programas de asistencia humanitaria y aumento del gasto en ayuda, apoyo al establecimiento de la Corte Penal Internacional, alivio de la deuda para los países en desarrollo, priorización de iniciativas para abordar el cambio climático y promoción del libre comercio. El enfoque británico ha sido descrito como el que "difunde las normas correctas y sostiene a la OTAN".

Lunn et al. (2008) sostienen:
Tres motivos clave de los diez años de mandato de Tony Blair fueron una filosofía activista del "intervencionismo", el mantenimiento de una fuerte alianza con Estados Unidos y el compromiso de situar a Gran Bretaña en el corazón de Europa. Aunque la "relación especial" y la cuestión del papel de Gran Bretaña en Europa han sido centrales en la política exterior británica desde la Segunda Guerra Mundial... el intervencionismo fue un elemento genuinamente nuevo.
La campaña "GREAT" de 2012 fue uno de los esfuerzos de promoción nacional más ambiciosos jamás emprendidos por una gran nación. Estaba programada para aprovechar al máximo la atención mundial a los Juegos Olímpicos de Verano en Londres. Los objetivos eran hacer más visible la cultura británica para estimular el comercio, la inversión y el turismo. El gobierno se asoció con líderes clave de la cultura, los negocios, la diplomacia y la educación. La campaña unificó muchos temas y objetivos, como reuniones de negocios; convenciones de estudiosos; concesionarios de vehículos recreativos; parques y campings; oficinas de convenciones y visitantes; hoteles; posadas de alojamiento y desayuno; casinos y hoteles. En 2013, el gobierno de David Cameron describió su enfoque de la política exterior diciendo:
Para cualquier cuestión de política exterior, el Reino Unido tiene potencialmente una serie de opciones para lograr un impacto en nuestro interés nacional... [Nosotros] contamos con una compleja red de alianzas y asociaciones a través de las cuales podemos trabajar... Entre ellas se incluyen, además de la UE, las Naciones Unidas y sus agrupaciones, como los cinco miembros permanentes del Consejo de Seguridad (los "P5"); la OTAN; la Mancomunidad; la Organización para la Cooperación y el Desarrollo Económico; los grupos G8 y G20 de las principales naciones industrializadas; etc.
El Reino Unido comenzó a establecer instalaciones aéreas y navales en el Golfo Pérsico, situadas en los Emiratos Árabes Unidos, Baréin y Omán en 2014-15. La Revisión Estratégica de Defensa y Seguridad de 2015 destacó una serie de iniciativas de política exterior del gobierno británico. Edward Longinotti señala cómo la actual política de defensa británica está lidiando con la forma de acomodar dos grandes compromisos, con Europa y con una estrategia militar global "al Este de Suez", dentro de un modesto presupuesto de defensa que sólo puede financiar uno. Señala que el acuerdo de diciembre de 2014 de Gran Bretaña para abrir una base naval permanente en Baréin subraya su compromiso gradual al Este de Suez. Según algunas mediciones, Gran Bretaña sigue siendo el segundo país más poderoso del mundo en virtud de su poder blando y su "capacidad logística para desplegar, apoyar y sostener fuerzas [militares] en el extranjero en gran número". Aunque los comentaristas han cuestionado la necesidad de una proyección de poder global, el concepto de "Gran Bretaña Global" presentado por el gobierno conservador en 2019 señaló una mayor actividad militar en Oriente Medio y el Pacífico, fuera de la esfera de influencia tradicional de la OTAN.
A finales de enero de 2020, el Reino Unido abandonó la Unión Europea, con un posterior acuerdo comercial con la UE en vigor a partir del 1 de enero de 2021, en el que se establecen los términos de la relación económica entre el Reino Unido y la UE y qué capacidades puede utilizar el Ministerio de Asuntos Exteriores en las relaciones exteriores relacionadas con el comercio.
En julio de 2023, Reino Unido y Baréin firmaron un memorando de entendimiento para inversiones y colaboraciones estratégicas, a través del fondo soberano bareiní Mumtalakat, Investcorp, GFH Financial Group y Osool Asset Management, por el que el sector privado del estado del Golfo invertiría 1.000 millones de libras (1.300 millones de dólares) en Gran Bretaña.

## Principales conflictos internacionales desde 1945

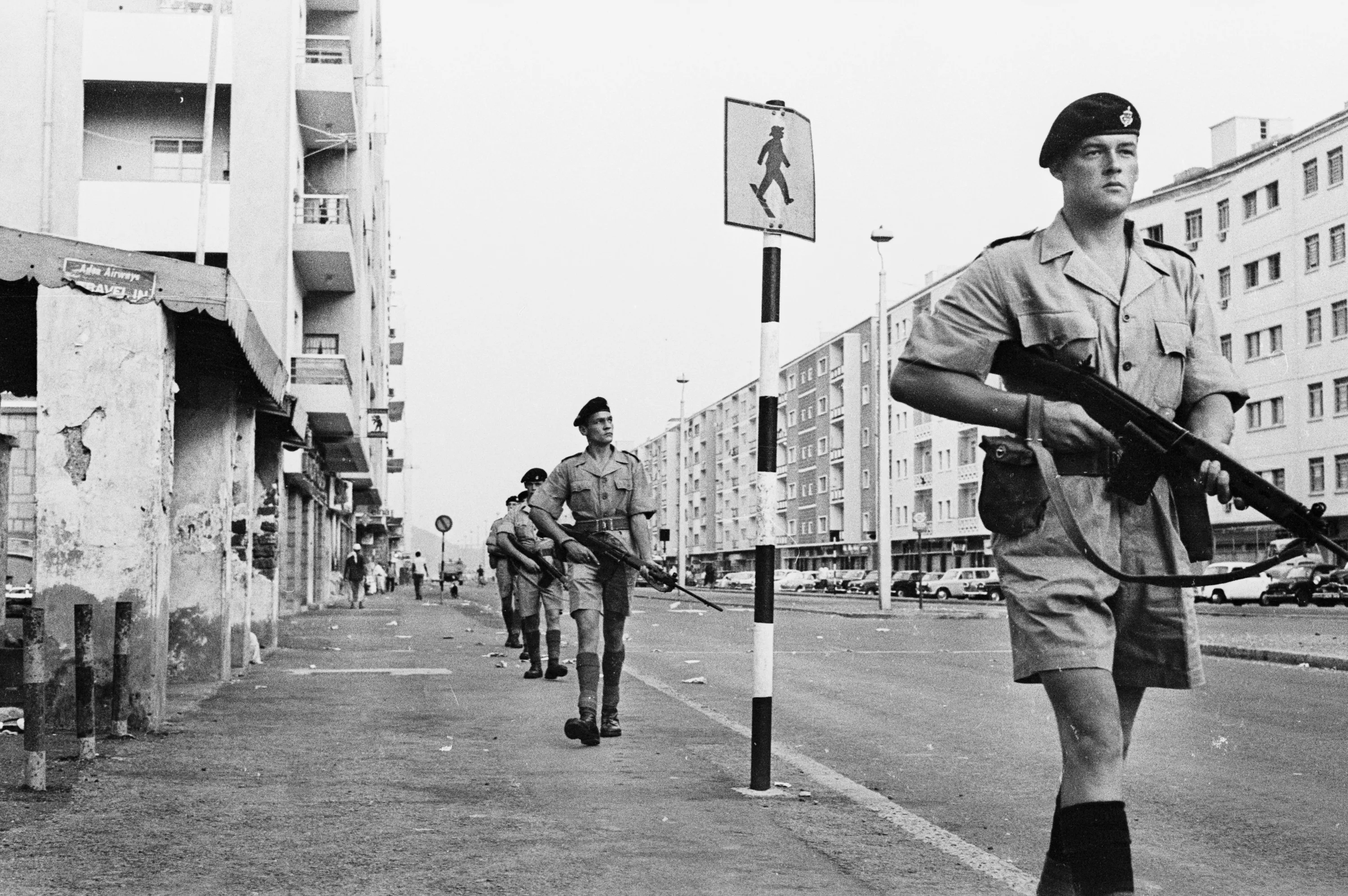
Patrulla callejera británica en Adén en 1967

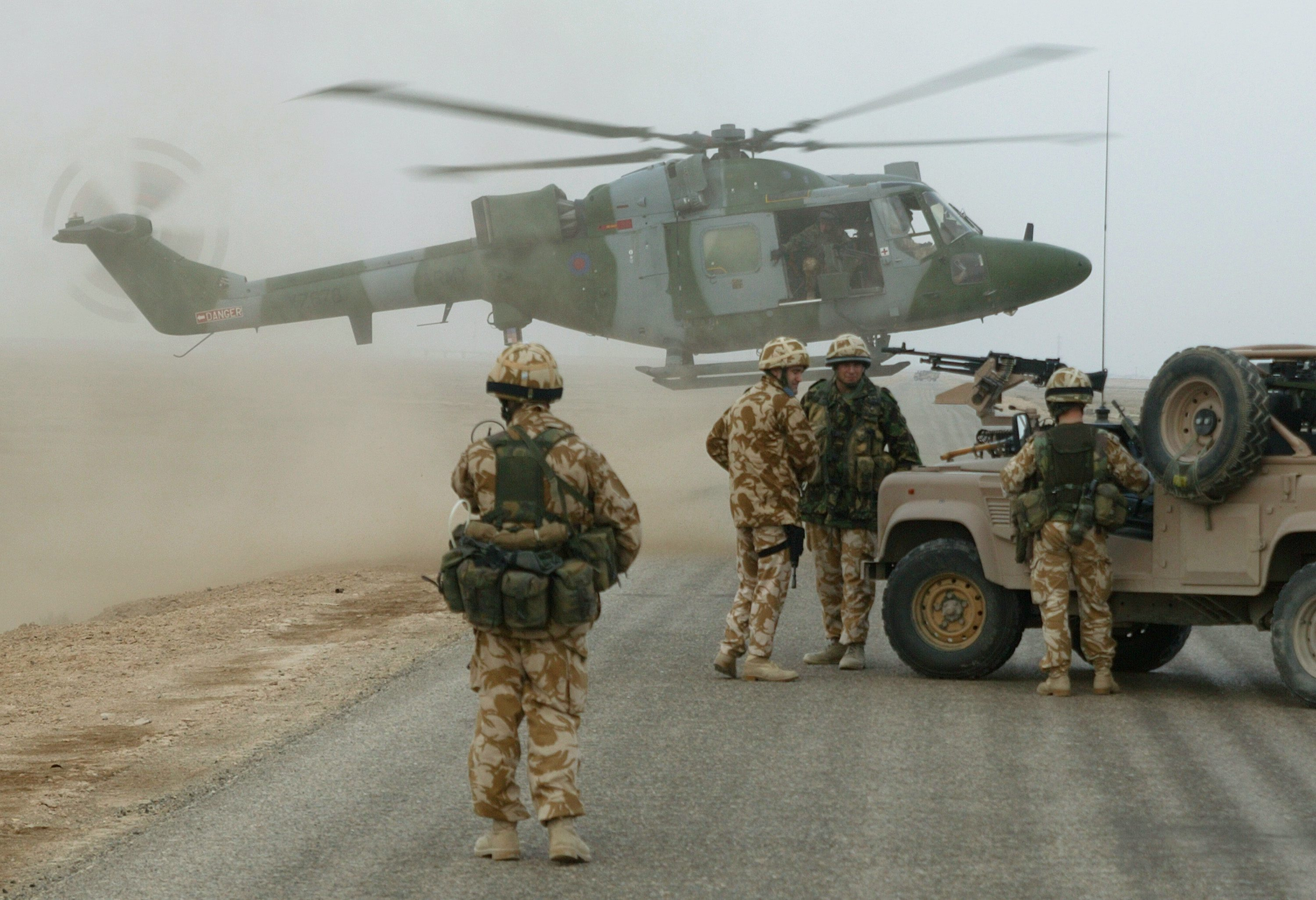
Un helicóptero Lynx del Cuerpo Aéreo del Ejército Británico listo para aterrizar en una carretera desértica al sur del aeropuerto de Basora, noviembre de 2003.

| Desde | Hasta    | Conflicto |
| ----- | -------- | --- |
| 1946  | 1949     | Participación en la guerra civil griega. |
| 1945  | 1948     | Administración del Mandato de Palestina, que finalizó con la creación del Estado de Israel en 1948. Las fuerzas británicas se enfrentaron a menudo con nacionalistas árabes y milicias sionistas judías.                                                                                         |
| 1947  | 1991     | Guerra Fría con la Unión Soviética |
| 1948  | 1949     | Bloqueo de Berlín:disputa con la URSS por el acceso a Berlín Occidental y el expansionismo soviético general en Europa del Este. |
| 1948  | 1960     | Emergencia Malaya: conflicto armado contra las fuerzas comunistas políticamente aisladas del Ejército de Liberación Nacional Malayo. |
| 1950  | 1953     | Guerra de Corea: guerra con Corea del Norte |
| 1951  | 1954     | Crisis de Abadán: conflicto con Irán por la expropiación de activos petrolíferos |
| 1956  | 1957     | Crisis de Suez: conflicto armado con Egipto por la toma de la zona del Canal de Suez, sin el apoyo de la mayor parte de la comunidad internacional. |
| 1958  | 1958 !   | Primera Guerra del Bacalao: disputa pesquera con Islandia. |
| 1962  | 1966     | Konfrontasi: guerra con Indonesia. |
| 1972  | 1973     | Segunda Guerra del Bacalao: conflicto pesquero con Islandia |
| 1975  | 1976     | Tercera Guerra del Bacalao: conflicto pesquero con Islandia. |
| 1982  | 1982 !   | Guerra de las Malvinas: guerra con Argentina por las Islas Malvinas y otros territorios británicos del Atlántico Sur. |
| 1983  | 1983 !   | Condena de Estados Unidos por la invasión de Granada. |
| 1984  | 1984 !   | Disputa con Libia tras la muerte a tiros de una policía en Londres a manos de un hombre armado desde el interior de la embajada libia, y considerable apoyo libio al IRA en Irlanda del Norte.                                                                                                   |
| 1988  | 1988 !   | Disputa con Libia por el atentado de 1988 contra un vuelo de Pan Am sobre la localidad escocesa de Lockerbie. |
| 1991  | 1991 !   | Guerra del Golfo con Irak. |
| 1995  | 1995 !   | Bajo mandato de la ONU, intervención militar en la antigua Yugoslavia (concretamente en Bosnia). |
| 1997  | 1997 !   | Hong Kong pasa a dominio chino. Gran Bretaña obtiene garantías para un "estatus especial" que mantendría el capitalismo y protegería las propiedades británicas existentes. |
| 1999  | 1999 !   | Participación en la campaña de bombardeos de la OTAN contra Yugoslavia por Kosovo. |
| 2000  | 2000 !   | Actuación británica para salvar del colapso a las fuerzas de mantenimiento de la paz de la ONU y derrotar a la rebelión antigubernamental durante la guerra civil de Sierra Leona. |
| 2001  | 2001 !   | Guerra patrocinada por la ONU contra Afganistán y posterior ocupación del país. |
| 2003  | 2007     | Colaboración con Estados Unidos y otros países en la guerra contra Irak y su ocupación; más de 46.000 soldados británicos ocuparon posteriormente Basora y el sur de Irak. |
| 2007  | En curso | Conflicto diplomático con Rusia por la muerte de Alexander Litvinenko. |
| 2009  | En curso | Disputa con Irán por su supuesto programa de armas nucleares, incluidas sanciones y condena iraní del Gobierno británico, que culminó en 2011 con un ataque a la embajada británica en Irán. |
| 2011  | 2011 !   | Bajo mandato de la ONU, las fuerzas armadas del Reino Unido participaron en el refuerzo de la zona de exclusión aérea libia en el marco de la operación Ellamy. |
| 2013  | 2013 !   | Apoyo a las fuerzas francesas en la guerra civil de Malí. |
| 2015  | 2015 !   | Apoyo a la coalición liderada por Estados Unidos contra el Estado Islámico en Irak y el Levante. |
| 2016  | 2016 !   | La ONU y la UE aplican un acuerdo con Irán destinado a impedir que el país acceda a las armas nucleares. |
| 2018  | En curso | Las sanciones a Rusia tras el envenenamiento de Sergei Skripal con un gas nervioso en Salisbury (Inglaterra) incluyeron la expulsión de 23 diplomáticos, la mayor desde la Guerra Fría, acto que fue represaliado por Rusia.                                                                     |
| 2019  | En curso | El Reino Unido y Mauricio se disputan la soberanía del archipiélago de Chagos. La Corte Internacional de Justicia de La Haya dictaminó que "las islas no estaban legalmente separadas de la antigua colonia de Mauricio", una opinión respaldada por la Asamblea General de las Naciones Unidas. |
| 2019  | 2019 !   | El Reino Unido incautó un tanque petrolero iraní en el Estrecho de Gibraltar, alegando que transportaba petróleo a Siria, en violación de las sanciones de la Unión Europea. Posteriormente, Irán capturó un petrolero británico y a sus tripulantes en el Golfo Pérsico.                        |
| 2022  | En curso | El Reino Unido proporcionó apoyo y equipamiento a Ucrania tras su invasión por Rusia, que declaró al Reino Unido país no amigo después de que el Reino Unido apoyara firmemente las sanciones internacionales contra Rusia.                                                                      |

## Disputas por la soberanía

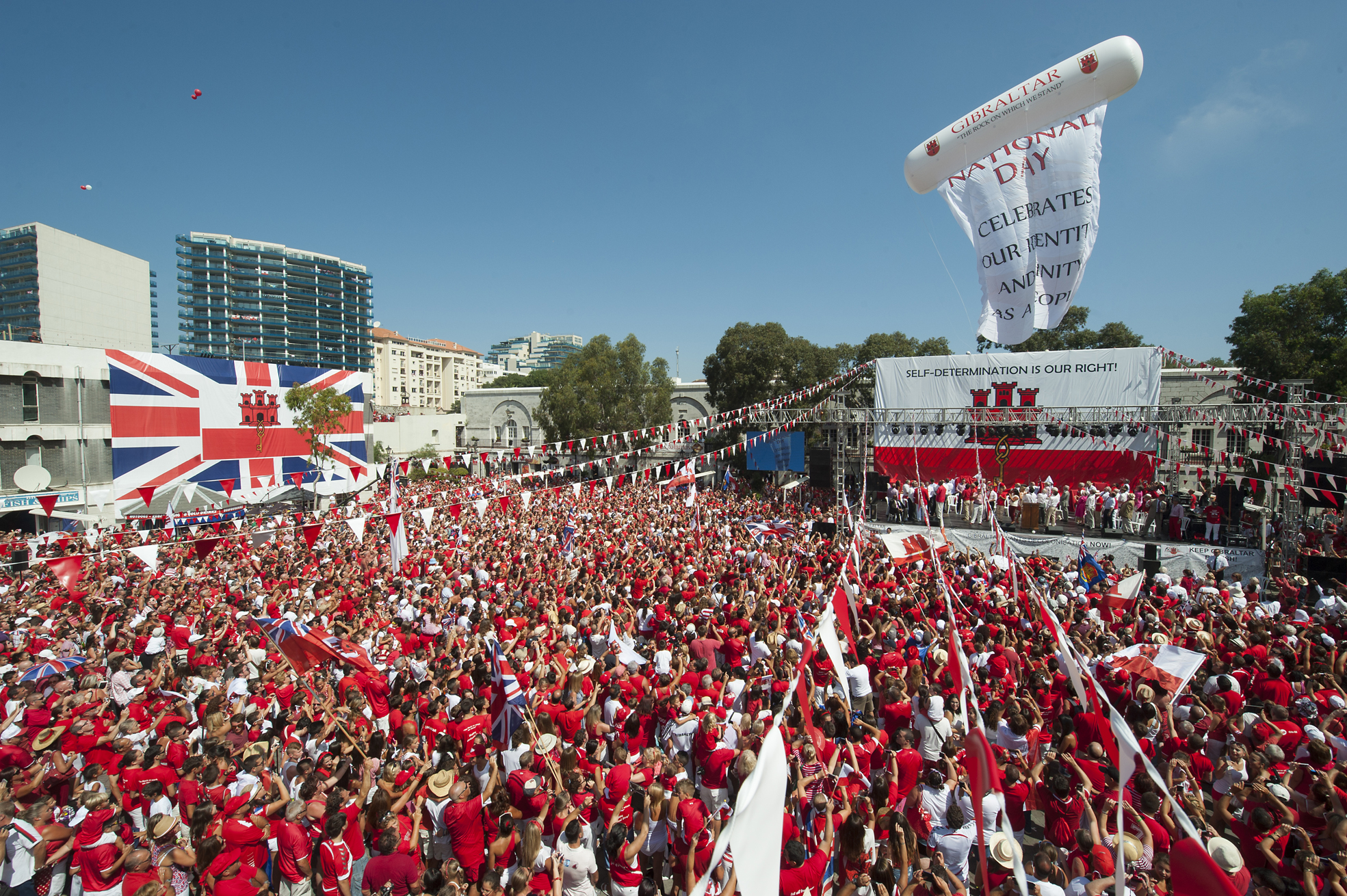
Celebraciones del Día Nacional de Gibraltar en 2013

- España reclama el territorio británico de ultramar de Gibraltar.[55] Los gibraltareños votaron abrumadoramente a favor de permanecer bajo soberanía británica en 1967 y 2002.

- Mauricio reclama la totalidad del archipiélago de Chagos, en el Territorio Británico del Océano Índico. La reclamación incluye la isla de Diego García, utilizada como base militar conjunta del Reino Unido y Estados Unidos desde la década de 1970, cuando sus habitantes fueron expulsados por la fuerza, el arrecife de Blenheim, el banco Speakers y todos los demás accidentes.[56]

- Existen reclamaciones contradictorias sobre las islas Malvinas y Georgia del Sur y las islas Sandwich del Sur, controladas por el Reino Unido pero reclamadas por Argentina. La disputa desembocó en la guerra de las Malvinas de 1982 por la soberanía de las islas, en la que Argentina fue derrotada. Los isleños de las Malvinas votaron abrumadoramente a favor de seguir siendo un territorio británico de ultramar en 2013.

- Existe una reclamación territorial en la Antártida, el Territorio Antártico Británico, que se solapa con zonas reclamadas por Chile y Argentina.[57]

## Mancomunidad de Naciones

Miembros de la Mancomunidad de Naciones.

El Reino Unido mantiene relaciones variadas con los países que integran la Mancomunidad de Naciones, que tiene su origen en el Imperio Británico. Carlos III del Reino Unido es el Jefe de la Mancomunidad y es Rey de 15 de sus 56 Estados miembros. Los que mantienen al Rey como jefe de Estado se denominan reinos de la Mancomunidad. A lo largo del tiempo, varios países han sido suspendidos de la Mancomunidad por diversas razones. Zimbabue fue suspendido debido al régimen autoritario de su Presidente.

## Relaciones diplomáticas
Las relaciones diplomáticas británicas se remontan al siglo XIII. La siguiente tabla enumera la fecha a partir de la cual se establecieron relaciones diplomáticas con otros países:
| País                            | Fecha                    | Ref.    |
| ------------------------------- | ------------------------ | ------- |
| Portugal                        | 9 de mayo de 1386        | [ 61 ]  |
| Francia                         | 1396                     | [ 62 ]  |
| Dinamarca                       | 2 de mayo de 1490        | [ 63 ]  |
| España                          | 1505                     | [ 64 ]  |
| Rusia                           | 20 de abril de 1566      | [ 65 ]  |
| Turquía                         | 23 de abril de 1583      | [ 65 ]  |
| Países Bajos                    | 1 de abril de 1603       | [ 65 ]  |
| Suecia                          | 23 de diciembre de 1653  | [ 65 ]  |
| Suiza                           | 30 de agosto de 1689     | [ 66 ]  |
| Estados Unidos                  | 1 de junio de 1785       | [ 67 ]  |
| Irán                            | 4 de enero de 1801       | [ 68 ]  |
| Austria                         | 27 de agosto de 1814     | [ 69 ]  |
| Alemania                        | 28 de noviembre de 1817  | [ 70 ]  |
| Perú                            | 10 de octubre de 1823    | [ 71 ]  |
| Colombia                        | 18 de abril de 1825      | [ 72 ]  |
| Argentina                       | 12 de mayo de 1825       | [ 73 ]  |
| México                          | 26 de diciembre de 1826  | [ 74 ]  |
| Brasil                          | 17 de agosto de 1827     | [ 75 ]  |
| Bélgica                         | 1 de diciembre de 1830   | [ 76 ]  |
| Grecia                          | 1 de enero de 1833       | [ 77 ]  |
| Venezuela                       | 29 de octubre de 1834    | [ 78 ]  |
| Serbia                          | 30 de enero de 1837      | [ 79 ]  |
| Guatemala                       | 12 de julio de 1837      | [ 80 ]  |
| Bolivia                         | 29 de septiembre de 1840 | [ 81 ]  |
| Etiopía                         | 1841                     | [ 82 ]  |
| Uruguay                         | 15 de julio de 1842      | [ 83 ]  |
| Costa Rica                      | 28 de febrero de 1848    | [ 84 ]  |
| Honduras                        | 16 de junio de 1849      | [ 85 ]  |
| Liberia                         | 1 de agosto de 1849      | [ 86 ]  |
| República Dominicana            | 6 de marzo de 1850       | [ 87 ]  |
| Ecuador                         | 29 de enero de 1853      | [ 88 ]  |
| Paraguay                        | 2 de noviembre de 1853   | [ 89 ]  |
| Chile                           | 4 de octubre de 1854     | [ 90 ]  |
| Tailandia                       | 18 de abril de 1855      | [ 91 ]  |
| Japón                           | 26 de agosto de 1858     | [ 92 ]  |
| Nicaragua                       | 22 de febrero de 1859    | [ 93 ]  |
| Italia                          | 13 de abril de 1859      | [ 94 ]  |
| Haití                           | 13 de mayo de 1859       | [ 95 ]  |
| Bulgaria                        | 23 de julio de 1879      | [ 96 ]  |
| Luxemburgo                      | 27 de noviembre de 1879  | [ 97 ]  |
| Rumania                         | 20 de febrero de 1880    | [ 98 ]  |
| El Salvador                     | 1883                     | [ 99 ]  |
| Cuba                            | 20 de mayo de 1902       | [ 100 ] |
| Noruega                         | 6 de noviembre de 1905   | [ 101 ] |
| Panamá                          | 9 de abril de 1908       | [ 102 ] |
| Egipto                          | 19 de diciembre de 1914  | [ 103 ] |
| Finlandia                       | 28 de marzo de 1918      | [ 104 ] |
| Polonia                         | 15 de julio de 1919      | [ 105 ] |
| República Checa                 | 3 de septiembre de 1919  | [ 106 ] |
| Hungría                         | 22 de mayo de 1921       | [ 107 ] |
| Albania                         | 9 de noviembre de 1921   | [ 108 ] |
| Afganistán                      | 22 de noviembre de 1921  | [ 109 ] |
| Irlanda                         | 6 de diciembre de 1922   | [ 110 ] |
| Nepal                           | 21 de diciembre de 1923  | [ 111 ] |
| Canadá                          | 1 de julio de 1926       | [ 112 ] |
| Sudáfrica                       | 17 de marzo de 1931      | [ 113 ] |
| Irak                            | 4 de octubre de 1932     | [ 114 ] |
| Australia                       | Marzo de 1936            | [ 115 ] |
| Nueva Zelanda                   | Marzo de 1939            | [ 115 ] |
| Islandia                        | 8 de mayo de 1940        | [ 116 ] |
| Líbano                          | 9 de febrero de 1942     | [ 117 ] |
| Siria                           | 9 de febrero de 1942     | [ 117 ] |
| Jordania                        | 17 de junio de 1946      | [ 118 ] |
| Filipinas                       | 4 de julio de 1946       | [ 119 ] |
| Sri Lanka                       | 22 de octubre de 1946    | [ 120 ] |
| India                           | Noviembre de 1946        | [ 118 ] |
| Birmania                        | 7 de julio de 1947       | [ 121 ] |
| Pakistán                        | 14 de agosto de 1947     | [ 118 ] |
| Arabia Saudita                  | 24 de noviembre de 1947  | [ 122 ] |
| Corea del Sur                   | 18 de enero de 1949      | [ 123 ] |
| Israel                          | 14 de mayo de 1949       | [ 118 ] |
| Indonesia                       | 17 de diciembre de 1949  | [ 124 ] |
| Yemen                           | 9 de diciembre de 1951   | [ 118 ] |
| Libia                           | 24 de diciembre de 1951  | [ 118 ] |
| Camboya                         | 15 de mayo de 1952       | [ 125 ] |
| Laos                            | 5 de septiembre de 1955  | [ 126 ] |
| Sudán                           | 3 de marzo de 1956       | [ 127 ] |
| Túnez                           | 19 de junio de 1956      | [ 118 ] |
| Marruecos                       | 28 de junio de 1956      | [ 118 ] |
| Ghana                           | Marzo de 1957            | [ 118 ] |
| Malasia                         | 31 de agosto de 1957     | [ 128 ] |
| Guinea                          | 28 de mayo de 1959       | [ 129 ] |
| Camerún                         | 1 de febrero de 1960     | [ 118 ] |
| Togo                            | 27 de abril de 1960      | [ 118 ] |
| República Democrática del Congo | 7 de julio de 1960       | [ 130 ] |
| Somalia                         | 7 de julio de 1960       | [ 131 ] |
| Chipre                          | 16 de agosto de 1960     | [ 118 ] |
| Senegal                         | 20 de agosto de 1960     | [ 118 ] |
| Benín                           | 6 de octubre de 1960     | [ 118 ] |
| Burkina Faso                    | 6 de octubre de 1960     | [ 118 ] |
| Níger                           | 6 de octubre de 1960     | [ 132 ] |
| Costa de Marfil                 | 12 de octubre de 1960    | [ 133 ] |
| Nigeria                         | Octubre de 1960          | [ 118 ] |
| Mauritania                      | 28 de noviembre de 1960  | [ 134 ] |
| Chad                            | 9 de diciembre de 1960   | [ 118 ] |
| República Centroafricana        | 9 de diciembre de 1960   | [ 132 ] |
| República del Congo             | 9 de diciembre de 1960   | [ 132 ] |
| Gabón                           | 9 de diciembre de 1960   | [ 118 ] |
| Madagascar                      | 1960                     | [ 118 ] |
| Malí                            | 22 de marzo de 1961      | [ 118 ] |
| Sierra Leona                    | Abril de 1961            | [ 118 ] |
| Kuwait                          | 8 de noviembre de 1961   | [ 118 ] |
| Tanzanía                        | Diciembre de 1961        | [ 118 ] |
| Burundi                         | 1 de julio de 1962       | [ 135 ] |
| Ruanda                          | 1 de julio de 1962       | [ 118 ] |
| Jamaica                         | 6 de agosto de 1962      | [ 118 ] |
| Trinidad y Tobago               | 31 de agosto de 1962     | [ 118 ] |
| Uganda                          | 9 de octubre de 1962     | [ 136 ] |
| Argelia                         | 21 de noviembre de 1962  | [ 118 ] |
| Mongolia                        | 23 de enero de 1963      | [ 137 ] |
| Kenia                           | 12 de diciembre de 1963  | [ 138 ] |
| Malaui                          | Julio de 1964            | [ 118 ] |
| Malta                           | Septiembre de 1964       | [ 118 ] |
| Zambia                          | 17 de octubre de 1964    | [ 118 ] |
| Gambia                          | 1 de enero de 1965       | [ 118 ] |
| Maldivas                        | 26 de julio de 1965      | [ 139 ] |
| Singapur                        | 12 de noviembre de 1965  | [ 140 ] |
| Guyana                          | 26 de mayo de 1966       | [ 118 ] |
| Botsuana                        | 30 de septiembre de 1966 | [ 118 ] |
| Barbados                        | 30 de noviembre de 1966  | [ 141 ] |
| Lesoto                          | 4 de octubre de 1966     | [ 118 ] |
| Mauricio                        | 12 de marzo de 1968      | [ 118 ] |
| Suazilandia                     | Septiembre de 1968       | [ 118 ] |
| Guinea Ecuatorial               | 1968                     | [ 118 ] |
| Tonga                           | 4 de junio de 1970       | [ 142 ] |
| Samoa                           | Septiembre de 1970       | [ 143 ] |
| Fiyi                            | 10 de octubre de 1970    | [ 144 ] |
| Omán                            | 21 de mayo de 1971       | [ 142 ] |
| Baréin                          | 21 de agosto de 1971     | [ 145 ] |
| Catar                           | 6 de septiembre de 1971  | [ 146 ] |
| Emiratos Árabes Unidos          | 2 de diciembre de 1971   | [ 147 ] |
| China                           | 13 de marzo de 1972      | [ 148 ] |
| Bangladés                       | 18 de abril de 1972      | [ 142 ] |
| Bahamas                         | 7 de julio de 1973       | [ 142 ] |
| Vietnam                         | 11 de septiembre de 1973 | [ 149 ] |
| Granada                         | 7 de febrero de 1974     | [ 142 ] |
| Guinea-Bisáu                    | 12 de marzo de 1975      | [ 142 ] |
| Mozambique                      | 1 de septiembre de 1975  | [ 150 ] |
| Papúa Nueva Guinea              | 16 de septiembre de 1975 | [ 151 ] |
| Surinam                         | 31 de marzo de 1976      | [ 152 ] |
| Seychelles                      | Junio de 1976            | [ 153 ] |
| Cabo Verde                      | 17 de mayo de 1977       | [ 154 ] |
| Comoras                         | 3 de octubre de 1977     | [ 155 ] |
| Angola                          | 14 de octubre de 1977    | [ 156 ] |
| Nauru                           | 1 de diciembre de 1977   | [ 142 ] |
| Yibuti                          | 25 de enero de 1978      | [ 157 ] |
| Islas Salomón                   | 7 de julio de 1978       | [ 142 ] |
| Tuvalu                          | 1 de octubre de 1978     | [ 142 ] |
| Dominica                        | 13 de diciembre de 1978  | [ 158 ] |
| Santa Lucía                     | 22 de febrero de 1979    | [ 142 ] |
| Santo Tomé y Príncipe           | 3 de diciembre de 1979   | [ 142 ] |
| Kiribati                        | 12 de julio de 1979      | [ 142 ] |
| San Vicente y las Granadinas    | 27 de octubre de 1979    | [ 142 ] |
| Zimbabue                        | 18 de abril de 1980      | [ 142 ] |
| Vanuatu                         | 30 de julio de 1980      | [ 142 ] |
| Belice                          | 21 de septiembre de 1981 | [ 159 ] |
| Antigua y Barbuda               | 1 de noviembre de 1981   | [ 142 ] |
| Santa Sede                      | 16 de enero de 1982      | [ 160 ] |
| San Cristóbal y Nueves          | 19 de septiembre de 1983 | [ 161 ] |
| Brunéi                          | 14 de enero de 1984      | [ 162 ] |
| Namibia                         | Marzo de 1990            | [ 163 ] |
| Lituania                        | 4 de septiembre de 1991  | [ 164 ] |
| Estonia                         | 5 de septiembre de 1991  | [ 165 ] |
| Letonia                         | 5 de septiembre de 1991  | [ 166 ] |
| Ucrania                         | 10 de enero de 1992      | [ 167 ] |
| Tayikistán                      | 15 de enero de 1992      | [ 168 ] |
| Moldavia                        | 17 de enero de 1992      | [ 169 ] |
| Eslovenia                       | 17 de enero de 1992      | [ 170 ] |
| Kazajistán                      | 19 de enero de 1992      | [ 171 ] |
| Armenia                         | 20 de enero de 1992      | [ 172 ] |
| Turkmenistán                    | 23 de enero de 1992      | [ 173 ] |
| Bielorrusia                     | 27 de enero de 1992      | [ 174 ] |
| Islas Marshall                  | 2 de febrero de 1992     | [ 175 ] |
| Uzbekistán                      | 18 de febrero de 1992    | [ 176 ] |
| Azerbaiyán                      | 11 de marzo de 1992      | [ 177 ] |
| Bosnia y Herzegovina            | 13 de abril de 1992      | [ 178 ] |
| Georgia                         | 27 de abril de 1992      | [ 179 ] |
| Liechtenstein                   | Mayo de 1992             | [ 180 ] |
| Croacia                         | 24 de junio de 1992      | [ 181 ] |
| Kirguistán                      | 12 de junio de 1992      | [ 182 ] |
| Estados Federados de Micronesia | 31 de agosto de 1992     | [ 183 ] |
| Eslovaquia                      | 1 de enero de 1993       | [ 184 ] |
| Eritrea                         | 4 de diciembre de 1997   | [ 185 ] |
| Macedonia del Norte             | 16 de diciembre de 1993  | [ 186 ] |
| Andorra                         | 9 de marzo de 1994       | [ 187 ] |
| Palaos                          | 16 de agosto de 1996     | [ 188 ] |
| Islas Cook                      | 4 de diciembre de 1997   | [ 189 ] |
| San Marino                      | 18 de noviembre de 1998  | [ 190 ] |
| Corea del Norte                 | 12 de diciembre de 2000  | [ 191 ] |
| Timor Oriental                  | 20 de mayo de 2002       | [ 192 ] |
| Montenegro                      | 13 de junio de 2006      | [ 193 ] |
| Mónaco                          | 21 de septiembre de 2007 | [ 194 ] |
| Kosovo                          | 18 de febrero de 2008    | [ 195 ] |
| Sudán del Sur                   | 9 de julio de 2011       | [ 196 ] |

## Relaciones bilaterales

### África
| País                            | Inicio de relaciones formales | Comentarios |
| ------------------------------- | ----------------------------- | --- |
| Argeria                         | 1962                          | Véase Relaciones exteriores de Argelia. |
| Botsuana                        | 1966                          | Véase Relaciones Botsuana y el Reino Unido. El Reino Unido estableció relaciones diplomáticas con Botsuana el 30 de septiembre de 1966. - Botsuana mantiene una alta comisión en Londres. - El Reino Unido está acreditado ante Botsuana por su alta comisión en Gaborone. El Reino Unido gobernó Botsuana desde 1885 hasta 1966, cuando Botsuana alcanzó la independencia. Ambos países comparten la pertenencia a la Mancomunidad de Naciones, así como el Acuerdo de Asociación Económica SACUM-Reino Unido. |
| Burundi                         | 1962                          | Véase Relaciones exteriores de Burundi. El Reino Unido estableció relaciones diplomáticas con Burundi el 1 de julio de 1962. - Burundi mantiene una embajada en Londres. - El Reino Unido está acreditado ante Burundi desde la oficina de su embajada en Buyumbura. |
| República Centroafricana        | 1960                          | Véase Relaciones exteriores de la República Centroafricana. El Reino Unido estableció relaciones diplomáticas con la República Centroafricana el 9 de diciembre de 1960. - La República Centroafricana no mantiene embajada en el Reino Unido. - El Reino Unido no está acreditado ante la República Centroafricana a través de una embajada. |
| Chad                            | 1960                          | Véase Relaciones exteriores de Chad. El Reino Unido estableció relaciones diplomáticas con Chad el 9 de diciembre de 1960. - Chad no mantiene embajada en el Reino Unido. - El Reino Unido está acreditado ante Chad a través de su embajada en Yamena. |
| República Democrática del Congo | 1960                          | Véase Relaciones República Democrática del Congo-Reino Unido. El Reino Unido estableció relaciones diplomáticas con la República Democrática del Congo el 7 de julio de 1960. - La República Democrática del Congo mantiene una embajada en Londres. - El Reino Unido está acreditado ante la República Democrática del Congo desde su embajada en Kinsasa. |
| Egipto                          | 1922                          | Véase Relaciones Egipto-Reino Unido. |
| Etiopía                         | 1841                          | Véase Relaciones Etiopía-Reino Unido. El Reino Unido estableció relaciones diplomáticas con Etiopía en 1841. - Etiopía mantiene una embajada en Londres. - El Reino Unido está acreditado ante Etiopía desde su embajada en Adis Abeba. El Reino Unido administró Etiopía entre 1941 y 1942. El Reino Unido siguió administrando las regiones de Ogaden y Haud desde 1941, hasta que ambos territorios fueron cedidos a Etiopía en 1948 y 1955 respectivamente. |
| Guinea                          | 1959                          | Véase Relaciones exteriores de Guinea. El Reino Unido estableció relaciones diplomáticas con Guinea el 28 de mayo de 1959. - Guinea mantiene una embajada en Londres. - El Reino Unido está acreditado ante Guinea a través de su embajada en Conakri. Ambos países comparten la pertenencia al pacto de cooperación atlántica. |
| Costa de Marfil                 | 1960                          | Véase Relaciones exteriores de Costa del Marfil. El Reino Unido estableció relaciones diplomáticas con Costa de Marfil el 12 de octubre de 1960. - Costa de Marfil mantiene una embajada en Londres. - El Reino Unido está acreditado ante Costa de Marfil a través de su embajada en Abiyán. Ambos países comparten la pertenencia al pacto de cooperación atlántica. Ambos países son partes del Acuerdo de Asociación Económica Costa de Marfil-Reino Unido: un acuerdo de libre comercio. |
| Kenia                           | 1963                          | Véase Relaciones Kenia-Reino Unido. El Reino Unido estableció relaciones diplomáticas con Kenia el 12 de diciembre de 1963. - Kenia mantiene una Alta Comisión en Londres. - El Reino Unido está acreditado ante Kenia a través de su alta comisión en Nairobi. El Reino Unido gobernó Kenia desde 1895 hasta 1963, cuando alcanzó la plena independencia. Ambos países comparten la pertenencia a la Mancomunidad de Naciones, así como el Acuerdo de Asociación Económica Kenia-Reino Unido. |
| Liberia                         | 1847                          | Véase Relaciones Liberia-Reino Unido Ambos países comparten la pertenencia al pacto de cooperación atlántica. |
| Libia                           | 9999 !                        | Véase Relaciones Libia-Reino Unido. |
| Malaui                          | 1964                          | Véase Relaciones Malaui-Reino Unido. |
| Mauritania                      | 1960                          | Véase Relaciones exteriores de Mauritania. El Reino Unido estableció relaciones diplomáticas con Mauritania el 28 de noviembre de 1960. - Mauritania mantiene una embajada en Londres. - El Reino Unido está acreditado ante Mauritania a través de su embajada en Nuakchot. Ambos países comparten la pertenencia al pacto de cooperación atlántica. |
| Marruecos                       | 1956                          | Véase Relaciones Marruecos-Reino Unido. Según algunos relatos, a principios del siglo XIII el rey Juan de Inglaterra (1167-1216) envió una embajada al sultán almohade Muhámmad al-Násir (1199-1213), solicitando apoyo militar y una alianza contra Francia. En su país, el rey Juan se enfrentaba a una grave situación: sus barones se habían rebelado contra él, había sido excomulgado por el Papa y Francia amenazaba con invadirlo. La embajada de tres estaba dirigida por el obispo Roger, y el rey Juan supuestamente ofreció convertirse al islam y pagar un tributo a al-Nasir a cambio de su ayuda. Al parecer, Al-Nasir rechazó la propuesta. Ambos países comparten la pertenencia al pacto de cooperación atlántica. |
| Mozambique                      | 1975                          | Véase Relaciones exteriores de Mozambique. |
| Namibia                         | 1990                          | Véase Relaciones Namibia-Reino Unido. |
| República del Congo             | 1960                          | Véase Relaciones exteriores de la República del Congo. El Reino Unido estableció relaciones diplomáticas con la República del Congo el 9 de diciembre de 1960. - La República del Congo mantiene una embajada en Londres. - El Reino Unido no está acreditado ante la República del Congo a través de una embajada. |
| Ruanda                          | 1962                          | Véase Relaciones Ruanda-Reino Unido. El Reino Unido estableció relaciones diplomáticas con Ruanda el 1 de julio de 1962. - Ruanda mantiene una alta comisión en Londres. - El Reino Unido está acreditado ante Ruanda desde su alta comisión en Kigali. Ambos países comparten la pertenencia a la Mancomunidad. |
| Senegal                         | 1960                          | Véase Relaciones exteriores de Senegal. El Reino Unido estableció relaciones diplomáticas con Senegal el 20 de junio de 1960. - Senegal mantiene una embajada en Londres. - El Reino Unido está acreditado ante Senegal desde su embajada en Dakar. Ambos países comparten la pertenencia al pacto de cooperación atlántica. |
| Somalia                         | 1960                          | Véase Relaciones Somalia-Reino Unido. El Reino Unido estableció relaciones diplomáticas con Somalia el 7 de julio de 1960. - Somalia no mantiene embajada en Londres. - El Reino Unido está acreditado ante Somalia a través de su embajada en Mogadiscio. El Reino Unido gobernó Somalilandia de 1884 a 1940 y de 1941 a 1960; Somalilandia alcanzó la plena independencia el 26 de junio de 1960. El Reino Unido también administró el resto del territorio de la Somalia moderna entre 1941 y 1950, hasta que se convirtió en territorio en fideicomiso italiano. Ambos territorios se unificaron el 1 de julio de 1960 para convertirse en Somalia.                                                                              |
| Somalilandia                    | N/A                           | Véase Relaciones Somalilandia-Reino Unido. El Reino Unido no ha establecido relaciones diplomáticas con Somalilandia; el Reino Unido no reconoce a Somalilandia como nación soberana. - Somalilandia mantiene una misión diplomática en Londres. - El Reino Unido no tiene misión diplomática en Somalilandia. El 4 de julio de 2023, Gavin Williamson propuso al Parlamento británico un proyecto de ley por el que el Reino Unido reconocería a la República de Somalilandia. El Reino Unido gobernó Somalilandia de 1884 a 1940 y de 1941 a 1960; Somalilandia alcanzó la plena independencia el 26 de junio de 1960. La República de Somalilandia declaró su independencia de Somalia el 18 de mayo de 1991.                     |
| Sudáfrica                       | 1927                          | Véase Relaciones Sudáfrica-Reino Unido. |
| Sudán                           | 1956                          | Véase Relaciones Sudán-Reino Unido. El Reino Unido estableció relaciones diplomáticas con Sudán el 3 de marzo de 1956. - Sudán mantiene una embajada en Londres. - El Reino Unido está acreditado ante Sudán a través de su embajada en Jartum. Debido a la batalla de Jartum, la embajada se ha trasladado temporalmente a Adis Abeba, Etiopía. El Reino Unido gobernó Sudán desde 1899 hasta 1956, año en que Sudán alcanzó la plena independencia. |
| Tanzania                        | 1964                          | Véase Relaciones Tanzania-Reino Unido. |
| Uganda                          | 1962                          | Véase Relaciones Uganda-Reino Unido. El Reino Unido estableció relaciones diplomáticas con Uganda el 9 de octubre de 1962. - Uganda mantiene una alta comisión en Londres. - El Reino Unido está acreditado ante Uganda a través de su alta comisión en Kampala. Uganda fue posesión de la Compañía Imperial Británica de África Oriental (IBEAC) de 1888 a 1893, hasta que la IBEAC transfirió sus derechos de administración al Gobierno británico. El Reino Unido gobernó Uganda desde 1894 hasta 1962, año en que Uganda alcanzó la plena independencia. Ambos países comparten la pertenencia a la Mancomunidad de Naciones. |
| Zambia                          | 1960                          | Véase Relaciones Reino Unido-Zambia. |
| Zimbabue                        | 1980                          | Véase Relaciones Reino Unido-Zimbabue. El Reino Unido estableció relaciones diplomáticas con Zimbabue el 18 de abril de 1980. - El Reino Unido está acreditado ante Zimbabue a través de su embajada en Harare. - Zimbabue mantiene una embajada en Londres. Zimbabue fue posesión de la Compañía Británica de Sudáfrica de 1888 a 1923, hasta que la BSAC transfirió sus derechos de administración al Gobierno británico. El Reino Unido gobernó Zimbabue desde 1923 hasta 1980, año en que Zimbabue alcanzó la plena independencia en virtud del Acuerdo de Lancaster House. Ambos países son partes del Acuerdo de Asociación Económica entre África Oriental y Meridional y el Reino Unido: un acuerdo de libre comercio.       |

### Asia
| País                   | Inicio de relaciones formales | Comentarios |
| ---------------------- | ----------------------------- | --- |
| Afganistán             | 1921                          | Véase Relaciones Afganistán-Reino Unido. El Reino Unido estableció relaciones diplomáticas con Afganistán el 22 de noviembre de 1921. En la actualidad, el Reino Unido reconoce al gobierno de la República Islámica de Afganistán, por encima del gobierno de facto del Emirato Islámico de Afganistán, como administrador legal del país. - Afganistán mantiene una embajada en Londres. - El Reino Unido estaba acreditado ante Afganistán a través de su embajada en Kabul. Tras la caída de Kabul en manos de las fuerzas talibanes en agosto de 2021, la embajada ha estado operando desde Doha, Catar. El Reino Unido gobernó Afganistán entre 1879 y 1919, hasta que Afganistán alcanzó la plena independencia. |
| Armenia                | 1992                          | Véase Relaciones Armenia - Reino Unido. - El Reino Unido estableció relaciones diplomáticas con Armenia el 20 de enero de 1992. - Armenia mantiene una embajada en Londres. - El Reino Unido está acreditado ante Armenia a través de su embajada en Ereván. Ambos países comparten la pertenencia al Consejo de Europa y a la OSCE. |
| Azerbaiyán             | 1992                          | Véase Relaciones Azerbaiyán-Reino Unido. - Azerbaiyán tiene una embajada en Londres. - El Reino Unido tiene una embajada en Bakú. Ambos países son miembros de pleno derecho del Consejo de Europa y de la Organización para la Seguridad y la Cooperación en Europa (OSCE). |
| Barén                  | 1971                          | Véase Relaciones Baréin-Reino Unido. - Baréin tiene embajada en Londres y el Reino Unido es uno de los cuatro países europeos que tienen embajada en Manama. Baréin se independizó del Reino Unido en 1971 y desde entonces mantiene relaciones diplomáticas y comerciales. |
| Bután                  | N/A                           | Véase Relaciones exteriores de Bután El Reino Unido no ha establecido relaciones diplomáticas con Bután; sin embargo, reconoce a Bután como nación soberana. - El Reino Unido está acreditado ante Bután a través de su Alta Comisión Adjunta en Calcuta (India). Las relaciones entre Bután y el Reino Unido se remontan al siglo XVIII. |
| Brunéi                 | 1984                          | Véase Relaciones Brunéi-Reino Unido. En 1888, Brunéi se convirtió en protectorado británico, independizándose del dominio británico menos de 100 años después, en 1984. El Reino Unido y Brunéi mantienen desde hace tiempo una sólida relación bilateral, especialmente en materia de cooperación en defensa, comercio y educación. El Reino Unido sigue desempeñando un importante papel en el desarrollo del sector del petróleo y el gas de Brunéi, y la Agencia de Inversiones de Brunéi es un importante inversor en el Reino Unido, con sus mayores operaciones en el extranjero en Londres. El Reino Unido sigue siendo el destino preferido de los estudiantes brunenses, de los que unos 1.220 cursaron estudios superiores en el Reino Unido en 2006-2007. El Reino Unido tiene una Alta Comisión en Bandar Seri Begawan, y Brunéi tiene una Alta Comisión en Londres. Ambos países son miembros de pleno derecho de la Mancomunidad de Naciones. |
| Camboya                | 1952                          | Véase Relaciones Camboya-Reino Unido. El Reino Unido estableció relaciones diplomáticas con Camboya el 5 de mayo de 1952. - Camboya mantiene una embajada en Londres. - El Reino Unido está acreditado ante Camboya a través de su embajada en Phnom Penh. El Reino Unido rompió relaciones diplomáticas con Camboya en 1975, tras la caída de Phnom Penh; las relaciones diplomáticas se restablecieron en 1991. |
| China                  | 1952                          | Véase Relaciones China-Reino Unido. Aunque estaban en bandos opuestos de la Guerra Fría, ambos países fueron aliados durante la Segunda Guerra Mundial, y son miembros de la ONU y miembros permanentes del Consejo de Seguridad. Sin embargo, debido a la Guerra Fría, la Primera y segunda guerra del Opio, y el estatus de Hong Kong, y otros asuntos, las relaciones China-Reino Unido en algunos momentos de la historia han sido complicadas, pero mejores en otros momentos. En julio de 2019, los embajadores de la ONU de 22 naciones, incluido el Reino Unido, firmaron una carta conjunta al CDHNU condenando el maltrato de China a los uigures, así como el maltrato a otros grupos minoritarios, instando al gobierno chino a cerrar los campos de reeducación de Xinjiang. |
| Georgia                | 1992                          | Véase Relaciones Georgia-Reino Unido. El Reino Unido estableció relaciones diplomáticas con Georgia el 27 de abril de 1992. - Georgia mantiene una embajada en Londres. - El Reino Unido está acreditado ante Georgia a través de su embajada en Tiflis. Ambos países comparten la pertenencia al Consejo de Europa y a la OSCE. Los dos países tienen también un acuerdo de libre comercio. |
| Hong Kong              | N/A                           | Véase Relaciones Hong Kong-Reino Unido. El Reino Unido estableció relaciones diplomáticas modernas con Hong Kong el 1 de julio de 1997. - Hong Kong está representado a través de la Oficina Económica y Comercial de Hong Kong en Londres. - El Reino Unido está acreditado en Hong Kong desde su Consulado General en la isla de Hong Kong. Hong Kong fue colonia británica entre 1841 y 1997, salvo un periodo de ocupación japonesa entre 1941 y 1945. La soberanía de Hong Kong fue transferida a la República Popular China en 1997. |
| India                  | 1947                          | Véase Relaciones India-Reino Unido. La India británica fue una antigua colonia del Imperio Británico. India tiene una Alta Comisión en Londres y dos consulados generales en Birmingham y Edimburgo. El Reino Unido tiene una Alta Comisión en Nueva Delhi y tres Altas Comisiones adjuntas en Bombay, Chennai y Calcuta. Aunque ya no existe la Zona Sterling y la Mancomunidad es mucho más un foro informal, India y el Reino Unido siguen manteniendo muchos vínculos duraderos. Esto se debe en parte al importante número de personas de origen indio que viven en el Reino Unido. La población asiática en el Reino Unido hace que los viajes y la comunicación entre ambos países sean constantes. La lengua inglesa, los ferrocarriles, los sistemas jurídico y parlamentario y el críquet han sido adoptados calurosamente. La cocina india es popular en el Reino Unido. A menudo se dice que la comida favorita del Reino Unido es la cocina india, aunque ningún estudio oficial lo afirma. Económicamente, la relación entre Gran Bretaña e India también es sólida. El Reino Unido es el segundo mayor inversor en India después de Estados Unidos. India es también el cuarto mayor inversor en Gran Bretaña, después de Estados Unidos. |
| Indonesia              | 1949                          | Véase Relaciones Indonesia-Reino Unido. - Indonesia tiene una embajada en Londres, el Reino Unido tiene una embajada en Yakarta. |
| Irán                   | 1807                          | Véase Relaciones Irán-Reino Unido. Irán, conocido como Persia antes de 1935, mantiene relaciones políticas con Inglaterra desde finales del periodo del Ilkanato (siglo XIII), cuando el rey Eduardo I de Inglaterra envió a Geoffrey de Langley a la corte iljaní para buscar una alianza. |
| Irak                   | 1920                          | Véase Relaciones entre Irak y el Reino Unido. Las sanciones impuestas a Irak entre 1990 y 2003 impidieron cualquier forma de relación económica con el Reino Unido y cualquier otro país durante trece años. Los lazos entre Londres y Bagdad progresan lentamente. |
| Israel                 | 1948                          | Véase Relaciones Israel-Reino Unido. El Reino Unido tiene una embajada en Tel Aviv y un cónsul en Eilat. Israel tiene una embajada y un consulado en Londres. El socio más cercano del Reino Unido en Oriente Próximo es Israel, y el socio más cercano de Israel en Europa es el Reino Unido. |
| Japón                  | 1854                          | Véase Relaciones Japón-Reino Unido. Los contactos comenzaron en 1600 con la llegada de William Adams (Adams el Piloto, Miura Anjin) a las costas de Kyūshū en Usuki, en la prefectura de Ōita. Durante el periodo Sakoku (1641-1853) no hubo relaciones. pero con el impacto de la Revolución Industrial, la compañía británica de hilos lanzó su negocio en 1907 y prosperó. El tratado de 1854 supuso la reanudación de los lazos que, a pesar del paréntesis de la Segunda Guerra Mundial, siguen siendo muy fuertes en la actualidad. |
| Kazajistán             | 1992                          | Véase Relaciones Kazajistán-Reino Unido. El Reino Unido abrió una embajada en Kazajistán en octubre de 1992 y Kazajistán abrió una embajada en Gran Bretaña en febrero de 1996. Las relaciones de Kazajistán con Occidente han mejorado mucho en los últimos años, ya que el Gobierno ha cooperado estrechamente en la guerra contra el terrorismo liderada por Estados Unidos. Gran Bretaña es el tercer mayor inversor extranjero en Kazajistán: las empresas británicas representan el 14% de la inversión extranjera directa. Más de 100 empresas británicas hacen negocios en Kazajistán. |
| Kirguistán             | 1992                          | Véase Relaciones Kirguistán-Reino Unido. |
| Macao                  | N/A                           | Véase Relaciones exteriores de Macao. No hay embajada británica en Macao. El Consulado General en Hong Kong desarrolla y mantiene las relaciones entre el Reino Unido y Macao. |
| Malasia                | 1957                          | Véase Relaciones Malasia y el Reino Unido. El Reino Unido tiene una Alta Comisión en Kuala Lumpur, y Malasia tiene una Alta Comisión en Londres. Ambos países son miembros de pleno derecho de la Mancomunidad de Naciones. Tanto el Reino Unido como Malasia forman parte de los Acuerdos de Defensa de las Cinco Potencias. Malasia es un socio fuerte de Gran Bretaña en Extremo Oriente. Gran Bretaña ha realizado numerosos sacrificios militares para garantizar una Malasia independiente y estable, como por ejemplo la Emergencia Malaya y la protección del país durante las fuertes tensiones con Indonesia-Konfrontasi. El Yang di-Pertuan Agong Sultán Abdul Halim de Kedah realizó una visita de Estado al Reino Unido en julio de 1974. El Yang di-Pertuan Agong Sultán Azlan Shah de Perak realizó una visita de Estado al Reino Unido en noviembre de 1993. La Reina Isabel II del Reino Unido realizó visitas de Estado a Malasia en octubre de 1989 y en septiembre de 1998. |
| Maldivas               | 1965                          | Véase Relaciones exteriores de las Maldivas. El Reino Unido estableció relaciones diplomáticas con Maldivas el 26 de julio de 1965. - Maldivas mantiene una Alta Comisión en Londres. - El Reino Unido está acreditado ante las Maldivas a través de su alta comisión en Malé. El Reino Unido gobernó Maldivas desde 1796 hasta 1965, año en que alcanzó su plena independencia. Ambos países comparten la pertenencia a la Mancomunidad. Ambos países están negociando un acuerdo de libre comercio. |
| Birmania               | 1947                          | Véase Relaciones Birmania - el Reino Unido. El Reino Unido estableció relaciones diplomáticas con Birmania el 7 de julio de 1947. - Myanmar mantiene una embajada en Londres. - El Reino Unido está acreditado ante Birmania a través de una embajada en Rangún. El Reino Unido gobernó Birmania entre 1824 y 1948, aparte de un periodo de ocupación japonesa entre 1942 y 1945, en el que alcanzó la plena independencia. |
| Nepal                  | 1816                          | Véase Relaciones Nepal - Reino Unido. Las relaciones entre el Reino Unido y Nepal han sido históricamente amistosas y han existido estrechos vínculos entre las Familias Reales. El Reino Unido goza de gran prestigio en Nepal como resultado de sus lazos históricos, su ayuda al desarrollo y su apoyo a largo plazo en la lucha por la paz democrática en Nepal. |
| Corea del Norte        | 2000                          | Véase Relaciones Corea del Norte-Reino Unido. - Corea del Norte tiene una embajada en Londres. - El Reino Unido tiene una embajada en Pionyang. |
| Omán                   | 1971                          | Véase Relaciones Omán-Reino Unido. Las relaciones entre el Reino Unido y Omán son sólidas y estratégicas. En abril de 2010, el Gobierno de Omán declaró que quería comprar Eurofighter Typhoons al Reino Unido. El Reino Unido tiene una embajada en Mina al Fahal y Omán tiene una embajada en Londres. |
| Pakistán               | 1947                          | Véase Relaciones Pakistán-Reino Unido. El Reino Unido estableció relaciones diplomáticas con Pakistán el 14 de agosto de 1947. - Pakistán mantiene una alta comisión en Londres, así como consulados en Birmingham, Bradford, Glasgow y Mánchester. - El Reino Unido está acreditado ante Pakistán a través de su alta comisión en Islamabad, así como de una alta comisión adjunta en Karachi. El Reino Unido gobernó Pakistán de 1824 a 1947, como parte del Raj británico que también incluía las actuales India y Bangladés, hasta que alcanzó la plena independencia. Ambos países comparten la pertenencia a la Mancomunidad. |
| Palestina              | N/A                           | Véase Relaciones Palestina y el Reino Unido El Reino Unido mantiene un consulado en Jerusalén que se ocupa de las relaciones británicas con la Autoridad Palestina. El Ministerio de Asuntos Exteriores y de la Mancomunidad afirma que el "distrito consular abarca Jerusalén (Occidental y Oriental), Cisjordania y Gaza". Además de trabajar en el proceso de paz de Oriente Medio y otras cuestiones políticas, el consulado también promueve el comercio entre el Reino Unido y los Territorios Palestinos Ocupados y gestiona un amplio programa de ayuda y desarrollo. De esto último se encarga principalmente la oficina del DFID en Jerusalén". La Autoridad Palestina está representada en Londres por Manuel Hassassian, Delegado General de Palestina en el Reino Unido. |
| Filipinas              | 1946                          | Véase Relaciones Filipinas - Reino Unido. - El Reino Unido y Filipinas mantienen buenas relaciones. - Filipinas ha sido uno de los principales países de contratación de enfermeras para el Reino Unido y más de 80.000 enfermeras y cuidadores filipinos trabajan en el país. Se calcula que la comunidad filipina total en el Reino Unido asciende a unas 150.000 personas. Se calcula que unos 15.000 británicos viven en Filipinas. Unos 180.000 británicos visitan Filipinas anualmente. |
| Catar                  | 1971                          | Véase Relaciones Catar-Reino Unido. El Reino Unido estableció relaciones diplomáticas con Catar el 6 de septiembre de 1971. - Catar mantiene una embajada en Londres. - El Reino Unido está acreditado ante Catar a través de su embajada en Doha. El Reino Unido gobernó Catar desde 1916 hasta 1971, cuando alcanzó la plena independencia. El Reino Unido y el Consejo de Cooperación del Golfo, del que forma parte Catar, están negociando un acuerdo de libre comercio. |
| Arabia Saudita         | 1927                          | Véase Relaciones Arabia Saudí-Reino Unido. El Reino Unido tiene una embajada en Riad, un consulado en Yeda y una oficina comercial en Al Khobar. Arabia Saudí tiene embajada y consulado en Londres. |
| Singapur               | 1965                          | Véase Relaciones Singapur-Reino Unido. Singapur y el Reino Unido mantienen una relación amistosa desde que Singapur se independizó del Reino Unido en 1959. Singapur mantuvo el Comité Judicial del Consejo Privado como última instancia de apelación hasta 1989 (totalmente abolido en 1994) por razones políticas. |
| Corea del Sur          | 1883                          | Véase Relaciones Corea del Sur - Reino Unido. - Las relaciones formales entre Corea del Sur y el Reino Unido comenzaron el 18 de enero de 1949, aunque los lazos diplomáticos se remontan a 1883. La participación militar británica en la guerra de Corea durante la década de 1950 fue significativa, pero las relaciones entre ambos países en aquella época se describían como "tenues", y se sabía relativamente poco el uno del otro. Las relaciones comerciales crecieron rápidamente en la década de 1970. Durante la crisis financiera asiática de finales de los 90, la Reina realizó una visita de Estado a Corea del Sur que fue bien recibida en un momento de crisis en el país. En la actualidad, existen fuertes vínculos económicos y diplomáticos entre ambos países. El Reino Unido cuenta con un programa de visados que permite a los jóvenes surcoreanos vivir y trabajar en el país durante dos años. Hay una embajada británica en Seúl y otra surcoreana en Londres. |
| Sri Lanka              | 1948                          | Véase Relaciones Sri Lanka - Reino Unido. - El presidente Maithripala Sirisena realizó una visita oficial al Reino Unido en 2015 y se reunió con el primer ministro David Cameron y la reina. - El primer ministro Ranil Wickramasinghe realizó una visita oficial en 2018 para reunirse con la primera ministra Theresa May. |
| Siria                  | 1942                          | Véase Relaciones Siria - Reino Unido. En 2001, se desarrollaron relaciones positivas entre el primer ministro Tony Blair y el Gobierno sirio, en el marco de la Guerra contra el Terror. Desde la guerra civil de 2011, las relaciones se han deteriorado, y el Reino Unido fue uno de los primeros países en reconocer a la oposición como único representante legítimo del pueblo sirio. |
| Taiwán                 | N/A                           | Véase Relaciones Taiwán-Reino Unido. - Debido a la política de "una sola China", el Reino Unido no reconoce al Gobierno de la República de China y todas las relaciones diplomáticas entre ambos países tienen lugar de forma no oficial. - Taiwán mantiene en Londres la Oficina de Representación de Taipéi en el Reino Unido, con una sucursal en Edimburgo. - El Reino Unido mantiene la Oficina Británica de Taipéi en Taipéi. |
| Tayikistán             | 1992                          | Véase Relaciones exteriores de Tayikistán. El Reino Unido estableció relaciones diplomáticas con Tayikistán el 15 de enero de 1992. - Tayikistán mantiene una embajada en Londres. - El Reino Unido está acreditado ante la embajada de Tayikistán en Dusambé. Ambos países comparten la pertenencia a la OSCE. |
| Tailandia              | 1855                          | Véase Relaciones Tailandia-Reino Unido. El Reino Unido estableció relaciones diplomáticas con Tailandia el 18 de abril de 1855. - Tailandia mantiene una embajada en Londres. - El Reino Unido está acreditado ante Tailandia a través de su embajada en Bangkok. |
| Turquía                | 1793                          | Véase Relaciones Turquía-Reino Unido. - Turquía tiene una embajada y un consulado general en Londres. - El Reino Unido tiene una embajada en Ankara, un consulado general en Estambul, un viceconsulado en Antalya y un consulado en Esmirna. El Reino Unido tiene consulados honorarios en Adana, Bodrum, Fethiye y Marmaris. El Reino Unido es el segundo mayor importador de mercancías de Turquía, después de Alemania. Turquía exporta al Reino Unido alrededor del 8% del total de sus mercancías. Alrededor de 1.000.000 de británicos pasan sus vacaciones en Turquía cada año, mientras que 100.000 turcos viajan al Reino Unido por negocios o placer. El Reino Unido no reconoce a la República Turca del Norte de Chipre (RTCN). La República Turca del Norte de Chipre sólo está reconocida por Turquía. El Reino Unido también es signatario de un tratado con Grecia y Turquía relativo a la independencia de Chipre, el Tratado de Garantía, que mantiene que Gran Bretaña es una "potencia garante" de la independencia de la isla. Ambos países son miembros de la OTAN. |
| Turkmenistán           | 1992                          | Véase Relaciones exteriores de Turkmenistán. El Reino Unido estableció relaciones diplomáticas con Turkmenistán el 23 de enero de 1992. - Turkmenistán mantiene una embajada en Londres. - El Reino Unido está acreditado ante Turkmenistán a través de su embajada en Asjabad. Ambos países comparten la pertenencia a la OSCE. |
| Emiratos Árabes Unidos | 1971                          | Véase Relaciones Emiratos Árabes Unidos-Reino Unido. - Los EAU tienen una embajada en Londres. - El Reino Unido mantiene una embajada en Abu Dabi y tiene otra embajada en Dubái. - Las relaciones EAU-Reino Unido han sido descritas como una "relación especial". - La Reina Isabel II ha visitado los EAU en 2 ocasiones. - 100.000 ciudadanos británicos viven en los EAU. |
| Uzbekistán             | 1992                          | Véase Relaciones Reino Unido-Uzbekistán. El Reino Unido estableció relaciones diplomáticas con Uzbekistán el 18 de febrero de 1992. - Turkmenistán mantiene una embajada en Londres. - El Reino Unido está acreditado ante Uzbekistán a través de su embajada en Taskent. Ambos países comparten la pertenencia a la OSCE. |
| Vietnam                | 1973                          | Véase Relaciones Reino Unido-Vietnam. El Reino Unido estableció relaciones diplomáticas con Vietnam el 11 de septiembre de 1973. - El Reino Unido mantiene una embajada en Hanói. - Vietnam mantiene una embajada en Londres. El Reino Unido ocupó el sur de Vietnam y Saigón entre 1945 y 1946. El Reino Unido y Vietnam firmaron un acuerdo de asociación estratégica en 2010. El Reino Unido y Vietnam mantienen activo un acuerdo de libre comercio entre el Reino Unido y Vietnam desde el 1 de enero de 2021.Ambos países comparten la pertenencia común al CPTPP. |

### Europa
El Reino Unido mantiene buenas relaciones con Europa Occidental desde 1945, y con Europa Oriental desde el final de la Guerra Fría en 1989. Tras años de disputas con Francia, se adhirió a la Comunidad Económica Europea en 1973, que acabó convirtiéndose en la Unión Europea mediante el Tratado de Maastricht veinte años después. A diferencia de la mayoría de los países europeos, el Reino Unido no utiliza el euro como moneda y no es miembro de la eurozona. Durante los años de su pertenencia a la Unión Europea, el Reino Unido ha sido calificado a menudo de miembro "peculiar", debido a sus discrepancias ocasionales en sus políticas con la organización. El Reino Unido optaba regularmente por no participar en la legislación y las políticas de la UE. Debido a las diferencias geográficas, culturales e históricas, los sondeos de opinión nacionales han revelado que, de las 28 nacionalidades de la Unión Europea, los británicos son los que históricamente se han sentido menos europeos. El 23 de junio de 2016, el Reino Unido votó a favor de abandonar la Unión Europea y la abandonó formalmente el 31 de enero de 2020.
| País                 | Inicio de relaciones formales | Comentarios |
| -------------------- | ----------------------------- | --- |
| Albania              | 1921                          | Véase Relaciones Albania-Reino Unido. El Reino Unido estableció relaciones diplomáticas con Albania el 9 de noviembre de 1921. - Albania mantiene una embajada en Londres. - El Reino Unido está acreditado ante Albania a través de su embajada en Tirana. Ambos países comparten la pertenencia al Consejo de Europa, la OTAN y la OSCE. Los dos países tienen también un acuerdo de libre comercio. |
| Andorra              | 1994                          | Véase Relaciones exteriores de Andorra. - El consulado general del Reino Unido en Barcelona se encarga de las actividades consulares del Reino Unido en Andorra. |
| Austria              | 1799                          | Véase Relaciones Austria-Reino Unido. - Austria tiene una embajada en Londres y 4 consulados honorarios (en Mánchester, Edimburgo, Gran Caimán y Hamilton). - El Reino Unido tiene una embajada en Viena y 4 consulados honorarios en Bergenz, Graz, Innsbruck y Salzburgo. |
| Bielorrusia          | 1992                          | Véase Relaciones Bielorrusia - Reino Unido. El Reino Unido estableció relaciones diplomáticas con Bielorrusia el 27 de enero de 1992. - Bielorrusia mantiene una embajada en Londres. - El Reino Unido está acreditado ante Bielorrusia a través de su embajada en Minsk. Ambos países comparten la pertenencia a la OSCE.. |
| Bélgica              | 1830                          | Véase Relaciones Bélgica-Reino Unido. El Reino Unido estableció relaciones diplomáticas con Bélgica el 1 de diciembre de 1830. - Bélgica mantiene una embajada en Londres, además de consulados honorarios en Belfast, Birmingham, Edimburgo, Gibraltar, Kingston-upon-Hull, Mánchester, Newcastle upon Tyne, Saint Helier y Southampton. - El Reino Unido está acreditado ante Bélgica a través de su embajada en Bruselas. Ambos países comparten la pertenencia al Consejo de Europa, la OTAN, la OCDE y la OSCE. |
| Bosnia y Herzegovina | 1992                          | Véase Relaciones Bosnia-Herzegovina-Reino Unido. El Reino Unido estableció relaciones diplomáticas con Bosnia y Herzegovina el 13 de abril de 1992. - Bosnia y Herzegovina mantiene una embajada en Londres. - El Reino Unido está acreditado ante Bosnia y Herzegovina a través de su embajada en Sarajevo y una oficina diplomática en Banji Luka. Ambos países comparten la pertenencia al Consejo de Europa y a la OSCE. |
| Bulgaria             | 1879                          | Véase Relaciones Bulgaria-Reino Unido. - Bulgaria tiene una embajada en Londres y un consulado honorario en Dundee. - El Reino Unido tiene una embajada en Sofía, Ambos países son miembros de la OTAN. |
| Croacia              | 1992                          | Véase Relaciones Croacia-Reino Unido. El Reino Unido estableció relaciones diplomáticas con Croacia el 24 de junio de 1992. - Croacia tiene una embajada en Londres y un consulado en Edimburgo. - El Reino Unido tiene una embajada en Zagreb y consulados en Dubrovnik y Split. Ambos países comparten la pertenencia al Consejo de Europa, la OTAN y la OSCE. |
| Chipre               | 1960                          | Véase Relaciones Chipre-Reino Unido. El Reino Unido estableció relaciones diplomáticas con Chipre el 16 de agosto de 1960. - Chipre tiene una Alta Comisión en Londres y consulados honorarios en Birmingham, Bristol, Dunblane, Glasgow, Irlanda del Norte y West Yorkshire. - El Reino Unido tiene una Alta Comisión en Nicosia. Chipre fue gobernada por el Reino Unido desde 1878, hasta que alcanzó la independencia el 16 de agosto de 1960. El Reino Unido es signatario del Tratado de Garantía, que mantiene que Gran Bretaña es una "potencia garante" de la independencia de Chipre; el Reino Unido mantiene las dos bases soberanas de Akrotiri y Dekelia en la isla de Chipre. Ambos países comparten la pertenencia a la Mancomunidad de Naciones, el Consejo de Europa y la OSCE. |
| República Checa      | 1993                          | Véase Relaciones República Checa-Reino Unido. - La República Checa tiene una embajada en Londres y consulados honorarios en Belfast y Edimburgo. - El Reino Unido tiene una embajada en Praga. La Reina Isabel II del Reino Unido realizó una visita de Estado a la República Checa en marzo de 1996. Ambos países son miembros de la OTAN. |
| Dinamarca            | 1654                          | Véase Relaciones Dinamarca-Reino Unido. - Dinamarca tiene una embajada en Londres. - El Reino Unido tiene una embajada en Copenhague. La Reina Margarita II de Dinamarca realizó visitas de Estado al Reino Unido en abril/mayo de 1974 y en febrero de 2000. La Reina Isabel II del Reino Unido realizó visitas de Estado a Dinamarca en mayo de 1957 y en mayo de 1979. Ambos países son miembros de la OTAN. |
| Estonia              | 1991                          | Véase Relaciones exteriores de Estonia. - Estonia tiene una embajada en Londres y cónsules honorarios en Liverpool, Cheltenham, Paisley y Gales. - El Reino Unido tiene una embajada en Tallin. Ambos países son miembros de la OTAN. |
| Finlandia            | 1919                          | Véase Relaciones Finlandia - Reino Unido. El Reino Unido estableció relaciones diplomáticas con Finlandia el 28 de marzo de 1919. - Finlandia mantiene una embajada en Londres y consulados honorarios en Aberdeen, Belfast, Birmingham, Bristol, Cardiff, Dover, Dundee, Edimburgo, Gibraltar, Glasgow, Hamilton, Harwich, Hull, Immingham, Leeds, Lerwick, Liverpool, Mánchester, Middlesbrough, Newcastle-Upon-Tyne, Nottingham, Plymouth, Rochester, Sheffield, Southampton y St Helier. - El Reino Unido tiene embajada en Helsinki y consulados honorarios en Åland, Jyväskylä, Kotka, Kuopio, Oulu, Rovaniemi, Turku, Tampere y Vaasa. Ambos países comparten la pertenencia al Consejo de Europa, la OTAN, la OCDE y la OSCE. |
| Francia              | 1396                          | Véase Relaciones Francia-Reino Unido. El Reino Unido estableció relaciones diplomáticas con Francia en 1396. - Francia mantiene una embajada en Londres y consulados generales en Londres y Edimburgo. - El Reino Unido tiene una embajada en París y consulados en Burdeos y Marsella. Ambos países comparten la pertenencia al Consejo de Europa, el G7, el G20, la OTAN, la OCDE y la OSCE. |
| Alemania             | 1680                          | Véase Relaciones Alemania-Reino Unido. - Alemania tiene una embajada en Londres y un consulado general en Edimburgo. También tiene consulados honorarios en Aberdeen, Barrow on Humber, Belfast, Coventry, Bristol, Cardiff, Dover, Glasgow, Guernsey, Jersey, Kirkwall, Leeds, Lerwick, Liverpool, Middlesbrough, Newcastle upon Tyne, Plymouth y Southampton. - El Reino Unido tiene una embajada en Berlín y consulados generales en Düsseldorf y Múnich. El Reino Unido también tiene consulados honorarios en Bremen, Fráncfort, Hamburgo, Hannover, Kiel, Núremberg y Stuttgart. - El Reino Unido mantiene bases militares en Alemania. Ambos países son miembros de la OTAN. |
| Grecia               | 1833                          | Véase Relaciones Grecia-Reino Unido. El Reino Unido estableció relaciones diplomáticas con Grecia el 1 de enero de 1833. - Grecia mantiene una embajada en Londres y consulados honorarios en Belfast, Birmingham, Edimburgo, Gibraltar, Glasgow y Leeds. - El Reino Unido está acreditado ante Grecia a través de su embajada en Atenas y un viceconsulado honorario en Patras. El Reino Unido también tiene consulados honorarios en Creta, Corfú, Rodas, Salónica y Zacinto. Ambos países comparten la pertenencia al Consejo de Europa, la OTAN, la OCDE y la OSCE. |
| Santa Sede           | 1982                          | Véase Relaciones Santa Sede-Reino Unido. Con la Reforma inglesa, los vínculos diplomáticos entre Londres y la Santa Sede, que se habían establecido en 1479, se interrumpieron en 1536 y de nuevo, tras un breve restablecimiento en 1553, en 1558. Las relaciones diplomáticas formales entre el Reino Unido y la Santa Sede se restablecieron en 1914 y se elevaron a nivel de embajadores en 1982. |
| Hungría              | 1921                          | Véase Relaciones Hungría-Reino Unido. El Reino Unido estableció relaciones diplomáticas con Hungría el 22 de mayo de 1921. - Hungría mantiene una embajada en Londres y un consulado general en Mánchester. - El Reino Unido está acreditado ante Hungría a través de su embajada en Budapest. Ambos países comparten la pertenencia al Consejo de Europa, la OTAN, la OCDE y la OSCE. |
| Islandia             | 1944                          | Véase Relaciones Islandia-Reino Unido. - Islandia tiene una embajada en Londres y 17 consulados honorarios en: Aberdeen, Birmingham, Cardiff, Dover, Edimburgo, Fleetwood, Glasgow, Grimsby, Hull, Jersey, Lerwick, Newcastle-upon-Tyne, Irlanda del Norte y Ormskirk. - El Reino Unido tiene una embajada en Reikiavik y un viceconsulado honorario en Akureyri. Ambos países comparten la pertenencia al Pacto de Cooperación Atlántica y a la OTAN. |
| Irlanda              | 1921                          | Véase Relaciones Irlanda-Reino Unido. A pesar de una larga historia de conflictos, desde la plantación inglesa de los Tudor en Irlanda hasta la guerra de independencia, el Reino Unido colabora actualmente estrechamente con el Gobierno de la República de Irlanda en ámbitos relacionados con el proceso de paz en Irlanda del Norte, así como en numerosas cuestiones de seguridad. En 1949, las Cámaras irlandesas aprobaron la Ley de la República de Irlanda, por la que la República de Irlanda se convertía oficialmente en un país totalmente independiente; el país se retiró de la Mancomunidad. En virtud de la Ley de Irlanda de 1949, los ciudadanos irlandeses son tratados como ciudadanos de la Commonwealth y no como extranjeros a efectos legales. Hasta 1998, la República de Irlanda reivindicaba Irlanda del Norte, pero esto se anuló en virtud del Acuerdo de Belfast mediante una enmienda de la Constitución irlandesa, que ahora declara una aspiración a la unidad pacífica. Existe una disputa en curso, en la que también participan Dinamarca e Islandia, sobre el estatus de los fondos oceánicos que rodean Rockall. Sin embargo, se trata en su mayor parte de una cuestión trivial que rara vez figura en las agendas de las reuniones británico-irlandesas. Irlanda tiene acuerdos confidenciales tanto con el Reino Unido como con la OTAN para defender el espacio aéreo soberano irlandés de intrusiones o ataques. - Irlanda tiene una embajada en Londres y un consulado general en Cardiff, Edimburgo y Mánchester. - El Reino Unido tiene una embajada en Dublín. En virtud de la Ley de Irlanda de 1949, los ciudadanos irlandeses son tratados como ciudadanos de la Commonwealth y no como extranjeros a efectos legales. Ambos países comparten la pertenencia al pacto de cooperación atlántica. |
| Italia               | 1859                          | Véase Relaciones Italia-Reino Unido. El Reino Unido estableció relaciones diplomáticas con Italia el 13 de abril de 1859. - Italia tiene una embajada en Londres, un consulado general en Edimburgo y un consulado en Mánchester. - El Reino Unido tiene una embajada en Roma, un consulado general en Milán y un consulado en Nápoles. Ambos países comparten la pertenencia al Consejo de Europa, el G7, el G20, la OTAN, la OCDE y la OSCE. |
| Kosovo               | 2008                          | Véase Relaciones Kosovo-Reino Unido. - Kosovo tiene una Misión Consular en Londres. - El Reino Unido tiene una embajada en Pristina. Cuando Kosovo declaró su independencia de Serbia el 17 de febrero de 2008, el Reino Unido se convirtió en uno de los primeros países en anunciar oficialmente el reconocimiento del Kosovo soberano el 18 de febrero de 2008. El Reino Unido tiene embajada en Pristina desde el 5 de marzo de 2008. Kosovo tiene embajada en Londres desde el 1 de octubre de 2008. |
| Letonia              | 1991                          | Véase Relaciones exteriores de Letonia. - Letonia tiene embajada en Londres y consulados honorarios en Edimburgo, Irlanda del Norte, Mánchester y Gales. - El Reino Unido tiene embajada en Riga. Ambos países son miembros de la OTAN. |
| Lituania             | 1991                          | Véase Relaciones Lituania-Reino Unido. - El Reino Unido tiene una embajada en Vilna y un consulado honorario en Klaipėda. - Lituania tiene una embajada en Londres y 4 consulados honorarios en Irlanda del Norte, el noreste de Inglaterra, Gales y West Midlands. En el Reino Unido viven unos 100.000 lituanos. Ambos países son miembros de la OTAN. En 2006, la Reina Isabel II del Reino Unido y el Príncipe Felipe realizaron una visita oficial de Estado a Lituania. - Ministerio británico de Asuntos Exteriores y de la Commonwealth sobre las relaciones con Lituania (en inglés). - Ministerio lituano de Asuntos Exteriores: lista de tratados bilaterales con Polonia(sólo en lituano). Archivado el 16 de febrero de 2012 en Wayback Machine. Ambos países son miembros de la OTAN. |
| Luxemburgo           | 1879                          | Véase Relaciones exteriores de Luxemburgo. El Reino Unido estableció relaciones diplomáticas con Luxemburgo el 27 de noviembre de 1879. - Luxemburgo mantiene una embajada en Londres. - El Reino Unido está acreditado ante Luxemburgo a través de su embajada en la ciudad de Luxemburgo. Ambos países comparten la pertenencia al Consejo de Europa, la OTAN, la OCDE y la OSCE. |
| Malta                | 1964                          | Véase Relaciones Malta-Reino Unido. En las décadas de 1950 y 1960, ambos países consideraron seriamente la idea de una unión política entre el Reino Unido y Malta. Sin embargo, este plan de "integración con Gran Bretaña" fracasó, y Malta se independizó del Reino Unido en 1964. La monarca británica, la reina Isabel II, siguió siendo reina de Malta hasta que el país se convirtió en república en 1974. Existe una pequeña comunidad maltesa en el Reino Unido. Además, el territorio británico de ultramar de Gibraltar se ha visto influido por una importante inmigración procedente de Malta en los siglos XVIII y XIX (véase "Historia de los malteses en Gibraltar"). - Malta tiene una Alta Comisión en Londres y consulados en Gibraltar, la Isla de Man, Irlanda del Norte, Escocia y Gales. - El Reino Unido tiene una Alta Comisión en La Valeta. Malta es miembro de la Mancomunidad de Naciones. |
| Moldavia             | 1992                          | Véase Relaciones Moldavia-Reino Unido. El Reino Unido estableció relaciones diplomáticas con Moldavia el 17 de enero de 1992. - Moldavia mantiene una embajada en Londres. - El Reino Unido está acreditado ante Moldavia a través de su embajada en Chişinău. Ambos países comparten la pertenencia al Consejo de Europa y a la OSCE. El Reino Unido y Moldavia tienen un acuerdo bilateral de libre comercio, activo desde el 1 de enero de 2021. |
| Montenegro           | 2006                          | Véase Relaciones Montenegro - Reino Unido. - Montenegro tiene una embajada en Londres. - El Reino Unido tiene una embajada en Podgorica. - Perfil de Montenegro del Ministerio británico de Asuntos Exteriores y de la Mancomunidad (en inglés). Ambos países son miembros de la OTAN. |
| Países Bajos         | 1603                          | Véase Relaciones Países Bajos-Reino Unido. - Los Países Bajos tienen una embajada en Londres y consulados en Aberdeen, Belfast, Birmingham, Cardiff, Edimburgo, Guernsey, Hamilton, Harwich, Hull, Liverpool, Mánchester, Plymouth y Southampton. Los Países Bajos también tienen un viceconsulado en Dover. - El Reino Unido tiene una embajada en La Haya y consulados en Ámsterdam y Willemstad. Ambos países comparten la pertenencia al pacto de cooperación atlántica y a la OTAN. |
| Noruega              | 1905                          | Véase Relaciones Noruega-Reino Unido. El Reino Unido estableció relaciones diplomáticas con Noruega el 6 de noviembre de 1905. - Noruega mantiene una embajada en Londres y un consulado general en Edimburgo. Noruega también mantiene consulados en Aberdeen, Ardrossan, Barrow-in-Furness, Belfast, Birmingham, Bristol, Cardiff, Douglas, Dundee, Gibraltar, Glasgow, Grimsby, Inverness, Jersey, Kirkwall, Lerwick, Liverpool, Londres, Mánchester, Newcastle, Plymouth, Southampton y Stornoway. - El Reino Unido está acreditado ante Noruega a través de su embajada en Oslo, así como de sus consulados en Ålesund, Bergen, Stavanger y Trondheim. El Reino Unido también mantiene consulados honorarios en Bodø, Kristiansand y Tromsø. Ambos países comparten la pertenencia al Pacto de Cooperación Atlántica, el Consejo de Europa, la OTAN, la OCDE y la OSCE. |
| Polonia              | 1919                          | Véase Relaciones Polonia-Reino Unido. - Polonia tiene una embajada en Londres y un consulado general en Edimburgo y Mánchester. Polonia también tiene consulados honorarios en Bristol, Gibraltar, Hull, Kidderminster, Newry y St Helier. - El Reino Unido tiene una embajada en Varsovia. - Ambos países participan en una cooperación compartida en materia de defensa y seguridad. Ambos países son miembros de la OTAN. |
| Portugal             | 1386                          | Véase Relaciones Portugal-Reino Unido. El Reino Unido estableció relaciones diplomáticas con Portugal el 9 de mayo de 1386. - Portugal mantiene una embajada y un consulado general en Londres y consulados en Belfast, Edimburgo, Hamilton y St Helier. - El Reino Unido está acreditado ante Portugal a través de su embajada en Lisboa y sus consulados en Lisboa y Portimão. El Reino Unido también tiene consulados honorarios en Funchal, Ponta Delgada y Oporto. La relación bilateral se remonta a la Edad Media, en 1373, con la Alianza Anglo-Portuguesa. Ambos países comparten la pertenencia al pacto de cooperación atlántica, el Consejo de Europa, la OTAN, la OCDE y la OSCE. |
| Rumania              | 1880                          | Véase Relaciones Rumanía-Reino Unido. El Reino Unido estableció relaciones diplomáticas con Rumanía el 20 de febrero de 1880. - Rumanía mantiene una embajada en Londres y consulados generales en Edimburgo y Mánchester. Rumanía también mantiene consulados honorarios en Hirwaun, Leeds, Morpeth-Newcastle y Southampton. - El Reino Unido está acreditado ante Rumanía a través de su embajada en Bucarest. Ambos países comparten la pertenencia al Consejo de Europa, la OTAN y la OSCE. |
| Rusia                | 1553                          | Véase Relaciones Rusia - Reino Unido. - Rusia tiene una embajada en Londres y un consulado en Edimburgo. - El Reino Unido tiene una embajada en Moscú y consulados generales en Ekaterimburgo y San Petersburgo. A lo largo de casi cinco siglos, la relación ha pasado a menudo de un estado de alianza a otro de rivalidad. Ambos países fueron aliados durante la Primera y la Segunda Guerra Mundial. Durante la Guerra Fría, ambos países participaron en una intensa actividad de espionaje mutuo. A principios del siglo XXI, especialmente tras el envenenamiento de Alexander Litvinenko en 2006, las relaciones volvieron a tensarse, y desde 2014 se han vuelto más inamistosas debido a la guerra ruso-ucraniana y a actividades de Rusia como el presunto envenenamiento en 2018 de Sergei y Yulia Skripal, considerado hostil por el Reino Unido y por muchos en el mundo occidental. A raíz del envenenamiento, 28 países expulsaron a presuntos espías rusos que actuaban como diplomáticos. |
| San Marino           | 1899                          | Véase Relaciones San Marino-Reino Unido. - San Marino tiene un consulado general en Londres. - El Reino Unido tiene un consulado general para San Marino en Roma. |
| Serbia               | 1837                          | Véase Relaciones Serbia-Reino Unido. El Reino Unido estableció relaciones diplomáticas con Serbia el 20 de febrero de 1880. - Serbia mantiene una embajada en Londres. - El Reino Unido está acreditado ante Serbia a través de su embajada en Belgrado. Ambos países comparten la pertenencia al Consejo de Europa y a la OSCE. |
| Eslovaquia           | 1993                          | Véase Relaciones Eslovaquia-Reino Unido. - Eslovaquia tiene una embajada en Londres. - El Reino Unido tiene una embajada en Bratislava. - Ministerio británico de Asuntos Exteriores y de la Mancomunidad sobre la relación con Eslovaquia (en inglés): Ambos países son miembros de la OTAN. |
| Eslovenia            | 1992                          | Véase Relaciones exteriores de Eslovenia. - Eslovenia tiene una embajada en Londres - El Reino Unido tiene una embajada en Liubliana. Ambos países son miembros de la OTAN. |
| España               | 1509                          | Véase Relaciones España-Reino Unido. - España tiene una embajada en Londres y consulados generales en Edimburgo y Mánchester. - El Reino Unido tiene una embajada en Madrid y consulados generales en Barcelona y Madrid. El Reino Unido también tiene consulados en Bilbao, Ibiza, Las Palmas de Gran Canaria, Málaga, Palma de Mallorca y Santa Cruz de Tenerife. Durante la Segunda Guerra Mundial, España se mantuvo neutral, pero se la consideraba estrechamente alineada con la Alemania nazi. Tras el fin de la guerra, las relaciones entre ambos Estados siguieron siendo frías hasta el final del franquismo y la democratización de España. Ambos países comparten la pertenencia al Pacto de Cooperación Atlántica y a la OTAN. |
| Suecia               | 1653                          | Véase Relaciones Suecia-Reino Unido. - Suecia tiene una embajada en Londres, así como consulados generales en Edimburgo y Gibraltar. Suecia también tiene consulados en Guernesey y Jersey, así como consulados honorarios en Belfast, Birmingham, Brighton, Bristol, Cardiff, Dover, Glasgow, Immingham, Lerwick, Liverpool, Mánchester, Newcastle upon Tyne, Southampton y Stornonway. - El Reino Unido tiene una embajada en Estocolmo y consulados honorarios en Gotemburgo y Malmö. |
| Suiza                | 1900                          | Véase Relaciones Suiza-Reino Unido. - Suiza tiene una embajada en Londres y un consulado general en Edimburgo. Suiza también tiene consulados en Belfast, Cardiff, Islas Caimán, Gibraltar, Hamilton, Mánchester y St Peter Port. - El Reino Unido tiene una embajada en Berna. |
| Ucrania              | 1991                          | Véase Relaciones Ucrania - Reino Unido. - Ucrania abrió una embajada en Londres en octubre de 1992 y un consulado general en Edimburgo en febrero de 2002. - El Consulado General del Reino Unido en Kiev abrió sus puertas en noviembre de 1991 y se convirtió en embajada en enero de 1992. - Véase también Diáspora ucraniana. - Ministerio británico de Asuntos Exteriores y de la Commonwealth sobre las relaciones con Ucrania (en inglés). |

### Norteamérica
| País                         | Inicio de relaciones formales | Comentarios |
| ---------------------------- | ----------------------------- | --- |
| Antigua y Barbuda            | 1981                          | Véase Relaciones Antigua y Barbuda - Reino Unido. El Reino Unido estableció relaciones diplomáticas con Antigua y Barbuda el 1 de noviembre de 1981. Ambos países son reinos de la Mancomunidad. - Antigua y Barbuda mantiene una alta comisión en Londres. - El Reino Unido está acreditado ante Antigua y Barbuda a través de su alta comisión en Saint John. El Reino Unido gobernó Antigua y Barbuda desde 1632 hasta 1981, año en que Antigua y Barbuda alcanzó la plena independencia. Ambos países comparten la pertenencia a la Mancomunidad; ambos son partes del Acuerdo Comercial de Continuidad Reino Unido-CARIFORUM. |
| Barbados                     | 1966                          | Véase Relaciones Barbados-Reino Unido. El Reino Unido estableció relaciones diplomáticas con Barbados el 30 de noviembre de 1966. - Antigua y Barbuda mantiene una alta comisión en Londres. - El Reino Unido está acreditado ante Barbados a través de su alta comisión en Bridgetown. El Reino Unido gobernó Barbados desde 1625 hasta 1966, cuando Barbados alcanzó la plena independencia. Ambos países comparten la pertenencia a la Mancomunidad; ambos son partes del Acuerdo Comercial de continuidad Reino Unido-CARIFORUM. |
| Belice                       | 1981                          | Véase Relaciones Belice-Reino Unido. El Reino Unido estableció relaciones diplomáticas con Belice el 21 de septiembre de 1981. Ambos países son reinos de la Mancomunidad. - Belice mantiene una alta comisión en Londres. - El Reino Unido está acreditado ante Belice desde su alta comisión en Belmopán. El Reino Unido gobernó Belice desde 1783 hasta 1981, año en que Belice alcanzó la plena independencia. Ambos países comparten la pertenencia a la Mancomunidad, también son partes del Acuerdo Comercial de continuidad Reino Unido-CARIFORUM. |
| Canadá                       | 1880                          | Véase Relaciones Canadá-Reino Unido. Ambas naciones disfrutan de un contacto íntimo y cooperativo; los dos países están relacionados con través de la historia, la Mancomunidad de Naciones y el hecho de compartir el mismo jefe de Estado y monarca. Ambos países lucharon juntos en las dos Guerras Mundiales, la guerra de Corea y, más recientemente, cooperan en la coalición en la guerra de Afganistán. Ambos son miembros fundadores de la OTAN, y también pertenecen al G7 (y al G8). Winston Churchill dijo que Canadá era el "eje del mundo anglófono", ya que conecta a otros dos países anglófonos: Estados Unidos y el Reino Unido. Estos tres países fueron los primeros en compartir entre sí los conocimientos sobre la bomba atómica, ya que los tres trabajaron juntos en el Proyecto Manhattan. A pesar de esta historia compartida, el Reino Unido y Canadá se han distanciado económicamente. El Reino Unido fue el mayor socio comercial de Canadá en el siglo XIX y principios del XX, pero ahora ocupa un lugar muy inferior en la lista. Sin embargo, las relaciones siguen siendo sólidas, con una gran migración entre ambos países, así como la opinión pública canadiense más favorable al Reino Unido del mundo. El Reino Unido se encuentra actualmente en proceso de adhesión al Acuerdo Amplio y Progresista de Asociación Transpacífico, del que Canadá es miembro fundador. Ambos países comparten la pertenencia al Pacto de Cooperación del Atlántico. |
| Cuba                         | 1902                          | Véase Relaciones Cuba-Reino Unido. |
| República Dominicana         | 1850                          | Véase Relaciones exteriores de la República Dominicana. El Reino Unido estableció relaciones diplomáticas con la República Dominicana el 6 de marzo de 1850. - República Dominicana mantiene una embajada en Londres. - El Reino Unido está acreditado ante la República Dominicana desde su embajada en Santo Domingo. El Reino Unido fue el primer país en reconocer a la República Dominicana. Ambos países comparten la pertenencia al pacto de cooperación atlántica. Ambos países son partes del Acuerdo Comercial de continuidad Reino Unido-CARIFORUM. |
| El Salvador                  | 1883                          | Véase Relaciones exteriores de El Salvador. El Reino Unido estableció relaciones diplomáticas con El Salvador en 1883. - El Salvador mantiene una embajada en Londres. - El Reino Unido está acreditado ante El Salvador desde su embajada en San Salvador. Ambos países son partes del Acuerdo Comercial de Continuidad entre el Reino Unido y Centroamérica. |
| Granada                      | 1974                          | Véase Relaciones Granada-Reino Unido. |
| Haití                        | 1859                          | Véase Relaciones exteriores de Haití. El Reino Unido estableció relaciones diplomáticas con Haití el 13 de mayo de 1859. - Haití mantiene una embajada en Londres. - El Reino Unido está acreditado ante Haití desde su embajada en Puerto Príncipe. |
| Honduras                     | 1849                          | Véase Relaciones exteriores de Honduras. El Reino Unido estableció relaciones diplomáticas con Honduras el 16 de junio de 1849, cuando Frederick Chatfield fue nombrado Encargado de Negocios a pesar de estar basado en Guatemala. - Honduras mantiene una embajada en Londres. - El Reino Unido está acreditado ante Honduras desde su embajada en Ciudad de Guatemala. Ambos países son partes del Acuerdo Comercial de Continuidad entre el Reino Unido y Centroamérica. |
| México                       | 1824                          | Véase Relaciones México-Reino Unido. El Reino Unido fue el primer país de Europa en reconocer la Independencia de México. La relación entre ambas naciones comenzó después de la guerra de los Pasteles, cuando el Reino Unido ayudó a México contra Francia. Asimismo, las relaciones mejoraron cuando México se unió a los británicos junto a los Aliados para luchar contra las fuerzas japonesas en la guerra del Pacífico. - México tiene una embajada en Londres. - El Reino Unido tiene una embajada en Ciudad de México, un consulado general en Cancún y un consulado en Monterrey. |
| Nicaragua                    | 1859                          | Véase Relaciones exteriores de Nicaragua. El Reino Unido estableció relaciones diplomáticas con Nicaragua el 22 de febrero de 1859. - Nicaragua mantiene una embajada en Londres. - El Reino Unido mantiene una embajada en Managua. Ambos países son partes del Acuerdo Comercial de Continuidad entre el Reino Unido y Centroamérica. |
| Panamá                       | 1904                          | Véase Relaciones exteriores de Panamá. - El Reino Unido tiene una embajada en Ciudad de Panamá. - Panamá tiene una embajada en Londres. - El Reino Unido y Panamá mantienen una sólida relación bilateral. |
| San Vicente y las Granadinas | 1979                          | Véase Relaciones San Vicente y las Granadinas-Reino Unido. |
| Estados Unidos               | 1783                          | Véase Relaciones Reino Unido-Estados Unidos. El Reino Unido estableció relaciones diplomáticas con Estados Unidos el 1 de junio de 1785. Las relaciones diplomáticas entre el Reino Unido y Estados Unidos se describen comúnmente como la "Relación Especial". - Estados Unidos mantiene una embajada en Londres. - El Reino Unido está acreditado ante su embajada en Washington D. C. Estados Unidos declaró su independencia del Reino Unido el 4 de julio de 1776. Ambos países comparten la pertenencia al pacto de cooperación atlántica, AUKUS, Five Eyes, el G7, el G20, la OTAN, la OCDE, la OSCE, el Acuerdo UKUSA y el CSNU. Los acuerdos bilaterales entre ambos países incluyen el Acuerdo de Defensa Mutua entre Estados Unidos y el Reino Unido, y una propuesta de acuerdo de libre comercio. |

### Oceanía
| País               | Inicio de relaciones formales | Comentarios |
| ------------------ | ----------------------------- | --- |
| Australia          | 1936                          | Véase Relaciones Australia - Reino Unido. El Reino Unido estableció relaciones diplomáticas con Australia en marzo de 1936. Ambos países son reinos de la Mancomunidad. - Australia mantiene una Alta Comisión en Londres. - El Reino Unido está acreditado ante su alta comisión en Canberra, el Reino Unido también mantiene consulados generales en Brisbane, Melbourne y Sídney, además el Reino Unido mantiene un consulado en Perth. El Reino Unido gobernó Australia desde finales del siglo XVIII hasta 1942, año en que Australia alcanzó su plena independencia. Ambos países comparten la pertenencia a AUKUS, la Mancomunidad, CPTPP, Five Eyes, los Acuerdos de Defensa de las Cinco Potencias, el G20, la OCDE y el Acuerdo UKUSA. Ambos países tienen un acuerdo bilateral de libre comercio. |
| Nauru              | 1968                          | Nauru formó parte de los Territorios Británicos del Pacífico Occidental entre septiembre de 1914 y junio de 1921. El Gobierno británico había dejado de ejercer cualquier papel directo en el gobierno de Nauru en 1968, cuando la isla logró su independencia. El gobierno de Nauru mantiene un cónsul honorario, Martin W I Weston. La Alta Comisión Británica en Suva es responsable de las relaciones bilaterales del Reino Unido con Nauru. |
| Nueva Zelanda      | 1939                          | Véase Relaciones entre Nueva Zelanda y el Reino Unido. Hasta aproximadamente la década de 1960, Nueva Zelanda también mantuvo relaciones económicas muy estrechas con el Reino Unido, sobre todo teniendo en cuenta la distancia a la que se desarrollaba el comercio. A modo de ejemplo, en 1955, Gran Bretaña se llevaba el 65,3% de las exportaciones neozelandesas, y sólo durante las décadas siguientes comenzó a disminuir esta posición dominante a medida que el Reino Unido se orientaba más hacia la Unión Europea, habiendo descendido la cuota de exportaciones destinadas a Gran Bretaña a sólo el 6,2% en 2000. Históricamente, algunas industrias, como la lechera que fue uno de los principales factores económicos de la antigua colonia, tuvieron vínculos comerciales aún más dominantes, con el 80-100% de todas las exportaciones de queso y mantequilla destinadas a Gran Bretaña desde aproximadamente 1890 hasta 1940. Este fuerte vínculo también apoyó los sentimientos mutuos en otras áreas. |
| Papúa Nueva Guinea | 1975                          | Véase Relaciones Papúa Nueva Guinea - Reino Unido. Papúa Nueva Guinea y el Reino Unido comparten a la Reina Isabel como Jefa de Estado. Mantienen relaciones desde 1975, cuando Papúa Nueva Guinea se independizó de Australia. |
| Islas Salomón      | 1978                          | Véase Relaciones exteriores de las Islas Salomón. El Reino Unido mantiene una Alta Comisión Británica en Honiara. |
| Tonga              | 1879                          | Véase Relaciones exteriores de Tonga. El Reino Unido y el Reino de Tonga establecieron un reconocimiento diplomático mutuo en 1879. Tonga fue entonces un protectorado británico desde 1900 hasta 1970, fecha a partir de la cual se reanudaron las relaciones diplomáticas a nivel de Estados soberanos. |

### Sudamérica
| País      | Inicio de relaciones formales | Comentarios |
| --------- | ----------------------------- | --- |
| Argentina | 1823                          | Véase Relaciones Argentina-Reino Unido. - Las relaciones diplomáticas se cortaron antes de la guerra de las Malvinas, y no se restablecieron hasta 1990, tras la salida de Margaret Thatcher del cargo de primera ministra del Reino Unido. - Argentina tiene una embajada en Londres. - El Reino Unido tiene una embajada en Buenos Aires. - Lista de Tratados que rigen las relaciones Argentina y Reino Unido (Ministerio de Asuntos Exteriores de Argentina). Ambos países comparten la pertenencia al pacto de cooperación atlántica. |
| Brasil    | 1826                          | Véase Relaciones Brasil-Reino Unido. - Brasil tiene una embajada en Londres y un consulado general en Edimburgo. - El Reino Unido tiene una embajada en Brasilia y consulados generales en Belo Horizonte, Recife, Río de Janeiro y São Paulo. Ambos países comparten la pertenencia al pacto de cooperación atlántica. |
| Chile     | 1844                          | Véase Relaciones Chile-Reino Unido. Chile prestó ayuda a Gran Bretaña durante la guerra de las Malvinas, ya que corría el riesgo de entrar en guerra con Argentina por la frontera entre ambas naciones en el Canal de Beagle. - El Reino Unido tiene embajadas en Valparaíso, Puerto Montt, Punta Arenas y Santiago. - Chile tiene una embajada en Londres. |
| Colombia  | 1825                          | Véase Relaciones Colombia-Reino Unido. El Reino Unido estableció relaciones diplomáticas con Colombia el 18 de abril de 1825. - Colombia mantiene una embajada en Londres. - El Reino Unido está acreditado ante Colombia a través de su embajada en Bogotá y dos consulados en Cali y Cartagena. Ambos países comparten la pertenencia a la OCDE, así como el acuerdo de libre comercio entre el Reino Unido y los países andinos. |
| Ecuador   | 1853                          | Véase Relaciones exteriores de Ecuador. El Reino Unido estableció relaciones diplomáticas con Ecuador el 29 de enero de 1853. - Ecuador mantiene una embajada en Londres. - El Reino Unido está acreditado ante Ecuador a través de su embajada en Quito. Ambos países son partes del acuerdo de libre comercio entre el Reino Unido y los países andinos. |
| Guyana    | 1966                          | Véase Relaciones exteriores de Guyana. Antiguamente conocida como Guayana Británica (hasta 1966), se convirtió en el mayor reino de la Mancomunidad del Reino Unido en Sudamérica tras la independencia de la nación ese mismo año. En 1970, la nación pasó al estatus de república a través de una nueva constitución y, en la actualidad, ambas naciones mantienen relaciones principalmente a través de la Mancomunidad de Naciones. Debido a su proximidad, Guyana se asocia e identifica culturalmente con la cercana zona caribeña de la Mancomunidad y participa en el equipo de críquet de las Indias Occidentales como deporte nacional. El 90% de su población, de 800.000 habitantes, vive en el 10% de la zona costera del país, mientras que el interior está formado principalmente por amerindios y selvas tropicales autóctonas. - Guyana tiene una Alta Comisión en Londres. - El Reino Unido tiene una alta comisión en Georgetown. Ambos países comparten la pertenencia al Pacto de Cooperación del Atlántico. |
| Paraguay  | 1853                          | Véase Relaciones Paraguay-Reino Unido. Las relaciones diplomáticas entre ambos países se establecieron el 4 de marzo de 1853, con la firma de un tratado de Amistad, Comercio y Navegación. Una opinión dominante en Paraguay y significativa en todo el Cono Sur es que los intereses del Imperio Británico jugaron un papel considerable durante la guerra del Paraguay. - El Reino Unido está representado en Paraguay a través de su embajada en Buenos Aires (Argentina) y un consulado honorario en Asunción. - Paraguay tiene una embajada en Londres. - Foreign and Commonwealth Office británico sobre las relaciones con Paraguay (en inglés). - Ministerio de Relaciones Exteriores de Paraguay sobre las relaciones con el Reino Unido (en inglés). |
| Perú      | 1823                          | Véase Relaciones Perú-Reino Unido. El Reino Unido estableció relaciones diplomáticas con Perú el 10 de octubre de 1823. - Perú tiene una embajada en Londres. - El Reino Unido tiene una embajada en Lima. Ambos países son miembros del CPTPP y del Tratado de Libre Comercio entre el Reino Unido y los Países Andinos. |
| Surinam   | 1976                          | Véase Relaciones exteriores de Surinam. - El Reino Unido está acreditado ante Surinam desde su embajada en Georgetown, Guyana. - Surinam tiene una embajada en Londres. |
| Uruguay   | 1825                          | Véase Relaciones Reino Unido-Uruguay. - El Reino Unido desempeñó un papel importante en la historia de Uruguay hasta el final de la Segunda Guerra Mundial, tras lo cual Estados Unidos desempeñó un papel cada vez mayor. - El Reino Unido tiene una embajada en Montevideo. - Uruguay tiene una embajada en Londres. - Foreign and Commonwealth Office británico sobre la relación con Uruguay (en inglés). Ambos países comparten la pertenencia al pacto de cooperación atlántica. |
| Venezuela | 1834                          | Véase Relaciones Reino Unido-Venezuela. El Reino Unido estableció relaciones diplomáticas con Venezuela el 29 de octubre de 1834. - El Reino Unido tiene una embajada en Caracas. - Venezuela tiene una embajada en Londres. |

## Organizaciones internacionales
El Reino Unido es miembro de las siguientes organizaciones internacionales:
- ACNUR - Alto Comisionado de las Naciones Unidas para los Refugiados
- AfDB - Banco Africano de Desarrollo (miembro no regional)
- AEN - Agencia para la Energía Nuclear
- AIE - Agencia Internacional de la Energía
- AIF - Asociación Internacional de Fomento
- BAsD - Banco Asiático de Desarrollo (miembro no regional)
- BEI - Banco Europeo de Inversiones
- BERD - Banco Europeo para la Reconstrucción y el Desarrollo
- BID - Banco Interamericano de Desarrollo
- BIRF - Banco Internacional de Reconstrucción y Fomento
- BPI - Banco de Pagos Internacionales
- CBSS - Consejo de Estados del Mar Báltico (observador)
- CCI - Cámara de Comercio Internacional
- CDB - Banco de Desarrollo del Caribe
- CERN - Organización Europea para la Investigación Nuclear
- CFI - Corporación Financiera Internacional
- Club de París
- CNUCYD - Conferencia de las Naciones Unidas sobre Comercio y Desarrollo
- COI - Comité Olímpico Internacional
- Consejo Ártico (observador)
- Consejo de Europa
- Consejo de Seguridad de las Naciones Unidas
- CPA - Corte Permanente de Arbitraje
- CPI - Corte Penal Internacional
- CPTPP - Acuerdo Amplio y Progresista de Asociación Transpacífico
- Cruz Roja - Movimiento Internacional de la Cruz Roja y de la Media Luna Roja
- CSI - Confederación Sindical Internacional
- EAPC - Euro-Atlantic Partnership Council (Consejo de Asociación Euroatlántico) )
- ESA - Agencia Espacial Europea
- FIDA - Fondo Internacional de Desarrollo Agrícola
- FMI - Fondo Monetario Internacional
- G20 - Grupo de los Veinte
- G-5 - Grupo de los Cinco
- G7 - Grupo de los Siete
- G8 - Grupo de los Ocho
- G-10 - Grupo de los Diez (economía)
- GAFI - Grupo de Acción Financiera Internacional
- Grupo de Australia
- IFRC - Federación Internacional de Sociedades de la Cruz Roja y de la Media Luna Roja
- IHO - Organización Hidrográfica Internacional
- IMSO - International Mobile Satellite Organization (Organización Internacional de Telecomunicaciones Móviles por Satélite)
- Interpol - Organización Internacional de Policía Criminal
- ISO - Organización Internacional de Normalización
- ITSO - International Telecommunications Satellite Organization (Organización Internacional de Satélites de Telecomunicaciones)
- Mancomunidad de Naciones
- MONUSCO - Misión de las Naciones Unidas en la República Democrática del Congo
- NSG - Nuclear Suppliers Group (Grupo de Suministradores Nucleares)
- OACI - Organización de Aviación Civil Internacional
- OCDE - Organización para la Cooperación y el Desarrollo Económicos
- OEA - Organización de los Estados Americanos (observador)
- OIEA - Organismo Internacional de Energía Atómica
- OIM - Organización Internacional para las Migraciones
- OIT - Organización Internacional del Trabajo
- OMA - Organización Mundial de Aduanas
- OMC - Organización Mundial del Comercio
- OMGI - Organismo Multilateral de Garantía de Inversiones
- OMI - Organización Marítima Internacional
- OMM - Organización Meteorológica Mundial
- OMPI - Organización Mundial de la Propiedad Intelectual
- OMS - Organización Mundial de la Salud
- ONU - Organización de las Naciones Unidas
- ONUAA - Organización de las Naciones Unidas para la Alimentación y la Agricultura
- ONUDI -  Organización de las Naciones Unidas para el Desarrollo Industrial
- OPAQ - Organización para la Prohibición de las Armas Químicas
- OSCE - Organización para la Seguridad y la Cooperación en Europa
- OTAN - Organización del Tratado del Atlántico Norte
- PIF - Foro de las Islas del Pacífico (miembro)
- SECI - Southeast European Cooperative Initiative (observador)
- UIP - Unión Interparlamentaria
- UIT - Unión Internacional de Telecomunicaciones
- UNESCO -  Organización de las Naciones Unidas para la Educación, la Ciencia y la Cultura
- UNFICYP - Fuerza de las Naciones Unidas para el Mantenimiento de la Paz en Chipre
- UNMIS - Misión de las Naciones Unidas en Sudán
- UNRWA - Agencia de Naciones Unidas para los Refugiados de Palestina en Oriente Próximo
- UPU - Unión Postal Universal
- Zangger Committee - también conocidos como Nuclear Exporters Committee.